# Buléon
Buléon [byleɔ̃] est une commune française, située dans le département du Morbihan en région Bretagne.
Située dans la partie orientale de la Bretagne (pays gallo) le nom de la commune se prononce [bulion].
Ses habitants se nomment les Buléonais et Buléonaises.

## Géographie

### Situation

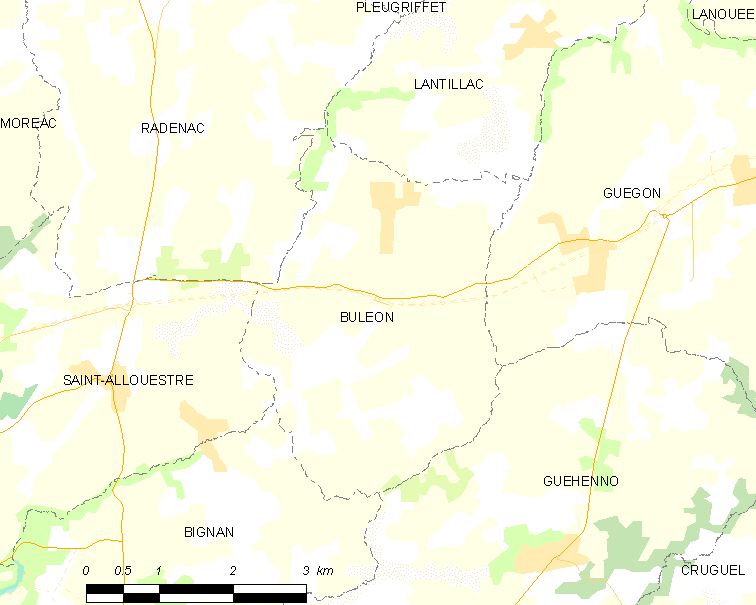
Carte de Buléon et des communes avoisinantes.

| Radenac          | Lantillac | Guégon   |
| Saint-Allouestre | Buléon    |          |
| Bignan           |           | Guéhenno |

### Relief et hydrographie

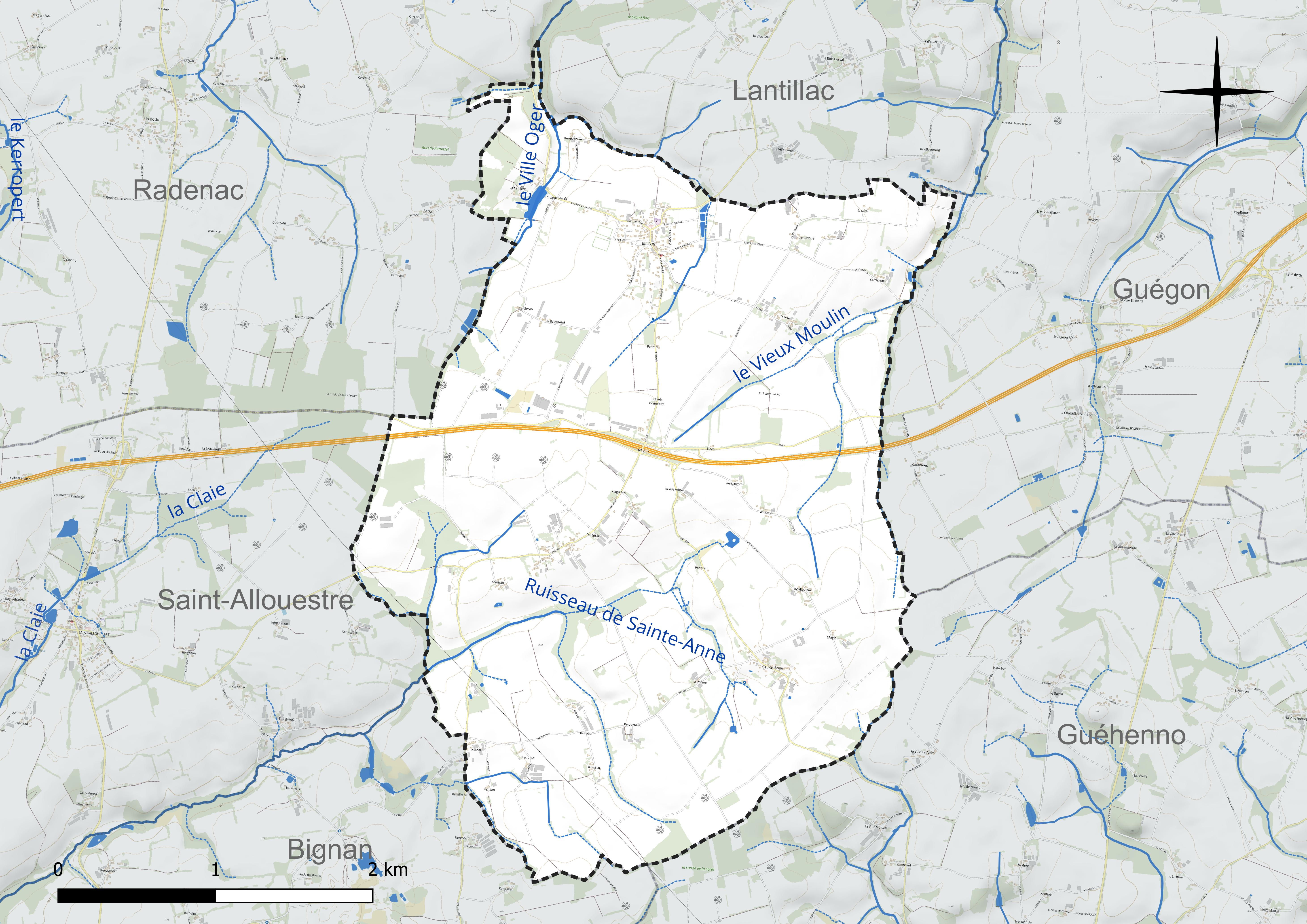
Carte du réseau hydrographique de Buléon.

Les altitudes vont de 148 mètres pour le point le plus élevé situé près de la chapelle Sainte-Anne, au niveau du château d'eau à 93 mètres  dans l'angle nord-ouest du finage communal, dans la vallée du Ruisseau de la Ville Oger. Le bourg est vers 16 mètres d'altitude.
Buléon est traversé par une ligne de partage des eaux entre des cours d'eau qui ont tous leur source dans la commune, coulant pour certains vers le nord (le Ruisseau du Vieux Moulin au nord-est qui sert de limite avec Guégon et le Ruisseau de la Ville Oger au nord-ouest, qui forme la limite avec Radenac, et sont tous les deux des affluents de rive droite de l'Oust d'une part, et le Ruisseau de Sainte-Anne, affluent de rive gauche de la Claie, qui coule vers le sud-ouest, d'autre part. Côté sud-est la limite communale avec Guéhenno est formée par deux petits cours d'eau qui alimentent l'étang de Châteauneuf (situé en Guéhenno, mais limitrophe de Buléon) et sont tributaires du Sedon, lui aussi affluent de rive droite de l'Oust.

### Climat
Pour des articles plus généraux, voir Climat de la Bretagne et Climat du Morbihan.
En 2010, le climat de la commune est de type climat océanique franc, selon une étude du CNRS s'appuyant sur une série de données couvrant la période 1971-2000. En 2020, Météo-France publie une typologie des climats de la France métropolitaine dans laquelle la commune est exposée à un climat océanique et est dans la région climatique  Bretagne orientale et méridionale, Pays nantais, Vendée, caractérisée par une faible pluviométrie en été et une bonne insolation. Parallèlement l'observatoire de l'environnement en Bretagne publie en 2020 un zonage climatique de la région Bretagne, s'appuyant sur des données de Météo-France de 2009. La commune est, selon ce zonage, dans la zone « Intérieur Est », avec des hivers frais, des étés chauds et des pluies modérées.
Pour la période 1971-2000, la température annuelle moyenne est de 11,3 °C, avec une amplitude thermique annuelle de 12,3 °C. Le cumul annuel moyen de précipitations est de 869 mm, avec 13,4 jours de précipitations en janvier et 6,4 jours en juillet. Pour la période 1991-2020, la température moyenne annuelle observée sur la station météorologique la plus proche, située sur la commune de Bignan à 9 km à vol d'oiseau, est de 11,8 °C et le cumul annuel moyen de précipitations est de 995,0 mm,. Pour l'avenir, les paramètres climatiques de la commune estimés pour 2050 selon différents scénarios d'émission de gaz à effet de serre sont consultables sur un site dédié publié par Météo-France en novembre 2022.

### Transports
Le territoire communal est traversé par la Route nationale n° 24, axe routier très fréquenté et aménagé en voie express, allant de Rennes à Lorient ; l'échangeur routier de Maigris dessert la commune, via la D 155.

### Habitat et paysages
Buléon présente un paysage traditionnel de bocage avec un habitat dispersé en hameaux (le hameau du Resto est le plus important) et fermes isolées. Éloignée des grands centres urbains, et malgré sa bonne desserte routière, la commune a conservé son caractère rural en dépit d'une petite extension de son bourg (côté sud principalement) depuis la décennie 1980.
Le bourg est excentré dans la partie nord du territoire communal. Le Château de la Ferrière, seule partie du territoire communal située sur la rive gauche du Ruisseau de la Ville Oger, est désormais un hôtel entouré de 17 hectares de parc, d'arbres centenaires et d’un étang (le domaine est fermé depuis 2024 par décision administrative).

## Urbanisme

### Typologie
Au 1er janvier 2024, Buléon est catégorisée commune rurale à habitat dispersé, selon la nouvelle grille communale de densité à sept niveaux définie par l'Insee en 2022.
Elle est située hors unité urbaine et hors attraction des villes,.

### Occupation des sols
L'occupation des sols de la commune, telle qu'elle ressort de la base de données européenne d’occupation biophysique des sols Corine Land Cover (CLC), est marquée par l'importance des territoires agricoles (95,5 % en 2018), une proportion sensiblement équivalente à celle de 1990 (94,8 %). La répartition détaillée en 2018 est la suivante : 
terres arables (69,2 %), zones agricoles hétérogènes (16,4 %), prairies (9,8 %), zones urbanisées (2,8 %), forêts (1,8 %). L'évolution de l’occupation des sols de la commune et de ses infrastructures peut être observée sur les différentes représentations cartographiques du territoire : la carte de Cassini (XVIIIe siècle), la carte d'état-major (1820-1866) et les cartes ou photos aériennes de l'IGN pour la période actuelle (1950 à aujourd'hui).

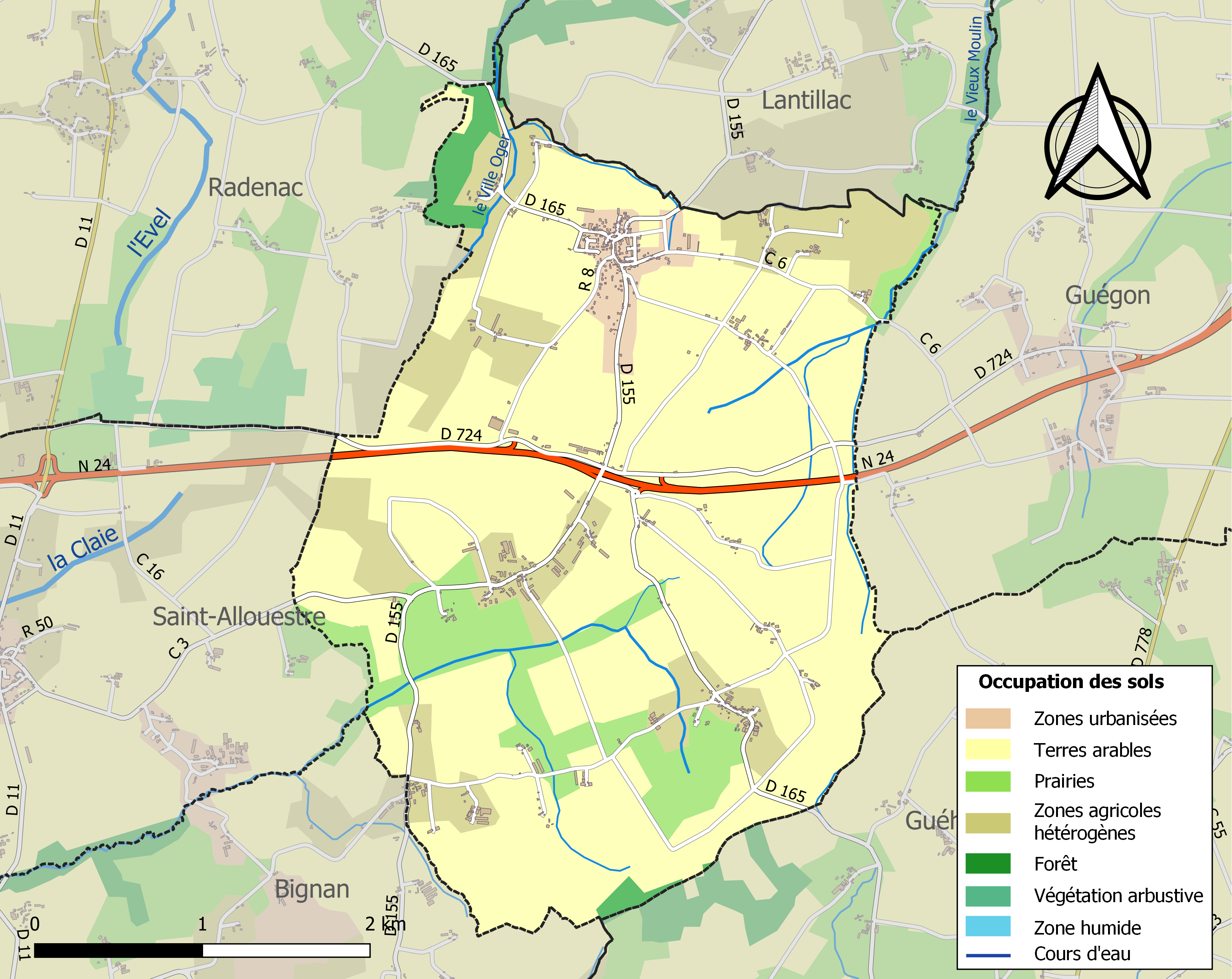
Carte des infrastructures et de l'occupation des sols de la commune en 2018 (CLC).

## Toponymie
Le nom de la localité est attesté sous la forme Buellion dès 1280.
Ce toponyme semble dériver de Bues - l'étable - ou Buel - le bétail - basé sur le radical Bo-, Bu- qui se retrouve dans les langues celtiques pour désigner le bovin.
Buelion en breton[réf. nécessaire].

## Histoire

### Préhistoire et Antiquité

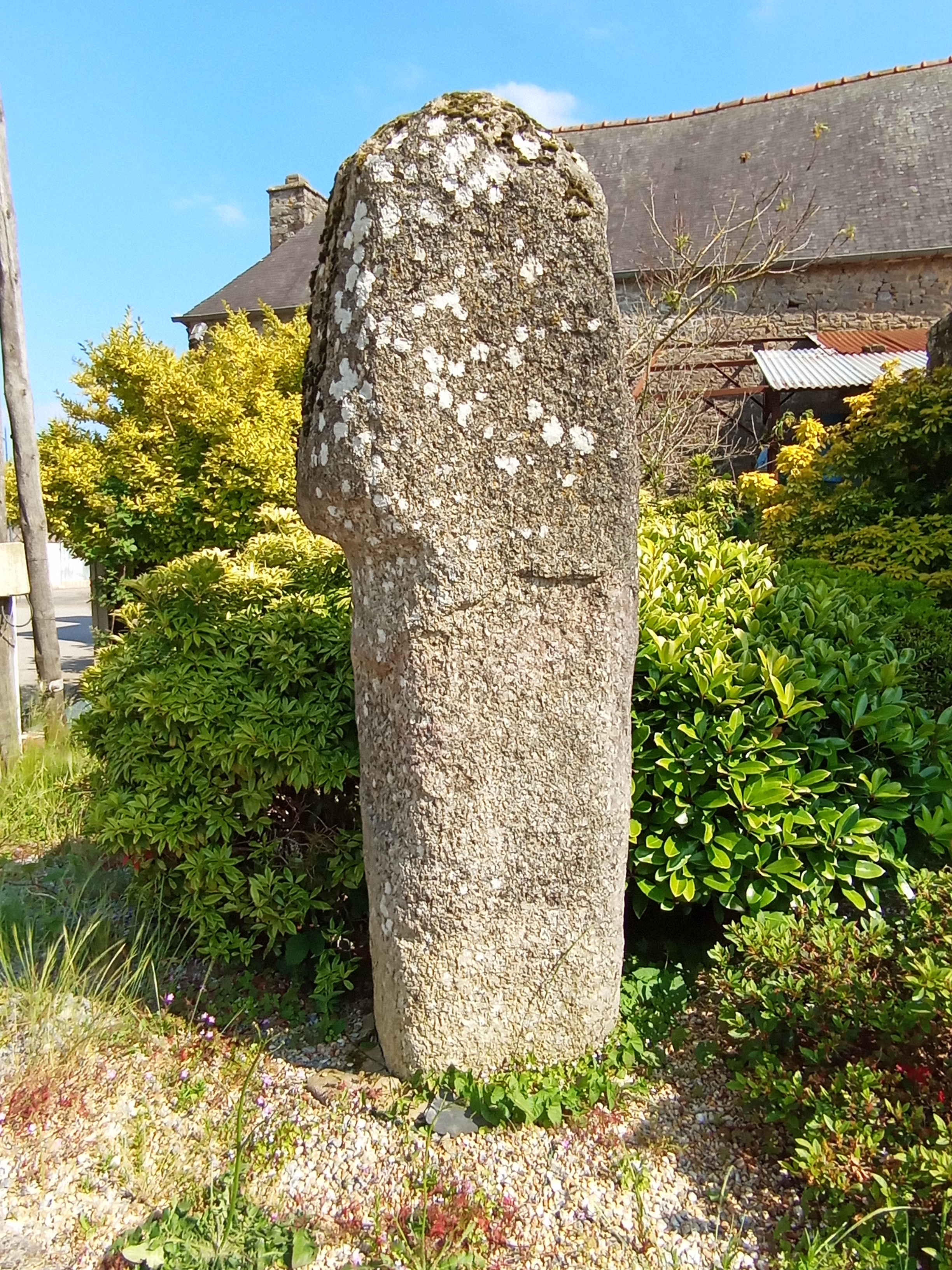
Le menhir "à l'envers" de Buléon.

Le menhir se trouvant dans le bourg à proximité de l'église (il a été replacé à cet endroit.. à l'envers [sa base en haut] à une date inconnue).
La voie romaine allant de Darioritum (Vannes) à Corseul passait au Resto et à Kerascoet.

### Moyen-Âge
Un acte de 1280 mentionne la paroisse de  Buellion et de Saint-Argoestle (Buléon et Saint-Allouestre), ce qui laisse supposer que les deux localités étaient unies dans une même paroisse à cette date.
Selon un aveu de 1471, Buléon était, au sein de la Vicomté de Rohan, une des 46 paroisses ou trèves de la seigneurie proprement dite de Rohan.

### Temps modernes

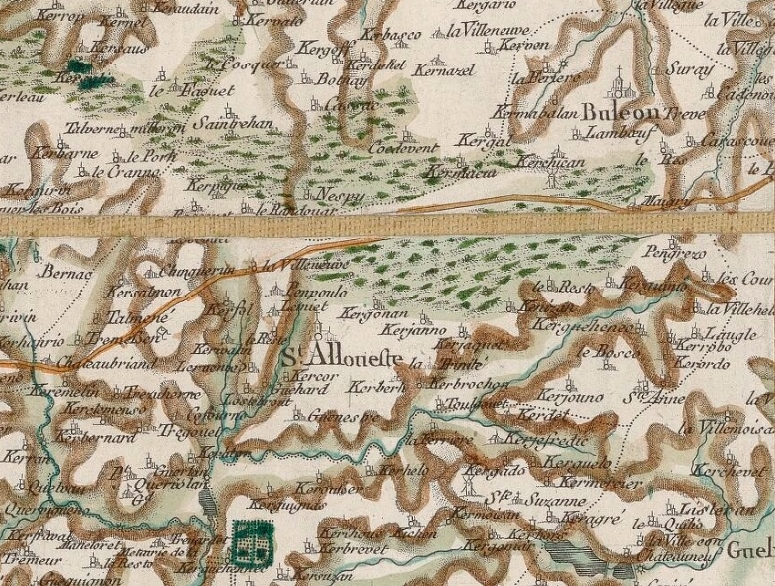
Carte de Cassini de Saint-Allouestre et Buléon (1789).

Buléon et Saint-Allouestre étaient deux paroisses réunies depuis 1524, mais le recteur commun aux deux paroisses résidait à Saint-Allouestre, Buléon ayant un curé en résidence. Buléon ne devint une paroisse indépendante qu'en 1802, après le Concordat de 1801.
Le château de la Ferrière est aux mains de la famille de Lantivy depuis le début du XVe siècle ; Jacques de Lantivy, chevalier, était seigneur de Lantivy, la Ferrière et Bacqueril ; il resta propriété de cette famille jusqu'au mariage en 1724 de Françoise Rose de Lantivy avec François Joseph de Kersauson, chevalier, seigneur du Vieux Chastel. Le château est resté aux mains de la famille de Kersauson jusqu'au début du XXe siècle, mais le château actuel a été construit dans la seconde moitié du XIXe siècle.

### Révolution française
En 1790, Buléon est érigé en commune et dépend du canton de Bignan et du district de Josselin. Le Breton, curé de Buléon, refuse de prêter serment à la Constitution civile du clergé et, devenu prêtre réfractaire, dut se cacher.
Le 12 brumaire an III (2 novembre 1794) l'agent national de Josselin écrit au Comité de salut public que « les municipalités de Cruguel, Plumelec, Saint-Jean, Bignan, Buléon, Radenac, Pleugriffet, Réguiny et Credin ne peuvent plus faire exécuter les lois, ni ordonner les réquisitions des grains, fourrage et charrons. Les brigands |chouans] rôdent dans ces communes et les en empêchent. Ils menacent tous les individus qui désireraient y obtempérer de les assassiner eux et leurs familles et d'incendie leur domicile ».
La bataille du Maigrit opposa les 10 et 11 mars 1796 des soldats républicains chargés d'effectuer des réquisitions en grains et des chouans commandés par Pierre Guillemot dans les landes du Resto et du Maigrit.
Un autre combat opposa des chouans commandés par Pierre Guillemot, surnommé le Roi de Bignan, et des troupes républicaines dirigées par le général Bonté le 5 novembre 1799 dans la lande de Vachegare (située aussi en partie en Radenac).

### LeXIXesiècle
A. Marteville et P. Varin, continuateurs d'Ogée, décrivent ainsi Buléon en 1843 :

« Buléon : commune formée de l'ancienne trève de Saint-Allouestre, aujourd'hui succursale. (...) Principaux villages : le Carascouet, le Resto, Kernisan, Ville-Hello, Sainte-Anne, Langle, Kerordo, la Verrière. Superficie totale : 1 227 hectares 22 ares, dont (...) terres labourables 455 ha, prés et pêturages 81 ha, bois 32 ha, vergers et jardins 21 ha, landes et incultes 611 ha (...). Moulin à vent de la Ferrière. On voit dans cette commune les châteaux de Binet et de la Ferrière. Il y a foire près Sainte-Anne le 27 juillet et le 16 septembre ; le lendemain si l'un de ces jours est férié. La route royale n° 24, dit de Rennes à Lorient, traverse la commune de l'Est à l'Ouest. Géologie : schiste talqueux. On parle le français [en fait le gallo]. »

Vers le milieu du XIXe siècle, la population reste majoritairement légitimiste : par exemple en 1850 le journal La Bretagne lance une souscription destinée à offrir au Comte de Chambord deux chevaux bretons ; 40 % des habitants (enfants au berceau inclus) de Buléon y souscrivent, dont le maire et ses adjoints.
L'église paroissiale Sainte-Brigitte-et-Saint-Georges fut rebâtie entre 1849 et 1863. Dans l'ancienne église se trouvaient l'écusson et l'enfeu des seigneurs de la Ferrière.

### LeXXesiècle

#### La Première Guerre mondiale

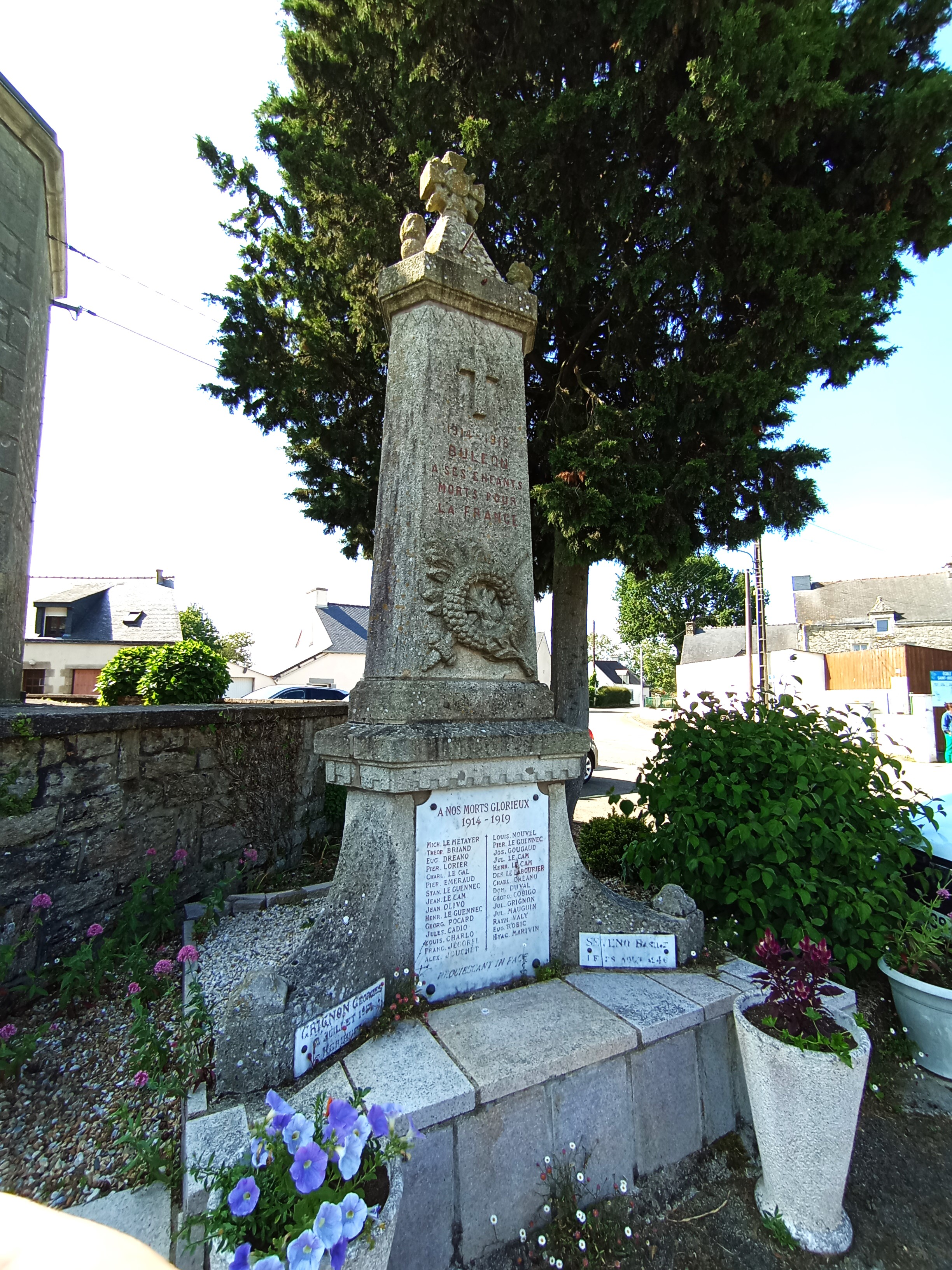
Le monument aux morts de Buléon.

Le monument aux morts de Buléon porte les noms de 28 soldats morts pour la France pendant la Première Guerre mondiale ; parmi eux 26 sont morts sur le sol français, dont 3 (Pierre Émeraud, Charles Le Gal et Stanislas Le Guennec) décorés de la Médaille militaire et de la Croix de guerre ; deux (François Gegorel et Louis Nouvel) sont morts en 1916 alors qu'ils étaient prisonniers en Allemagne.

#### L'Entre-deux-guerres
Hyacinthe Marivin a été tué à l'ennemi lors de la Guerre du Levant en 1920 en Turquie.

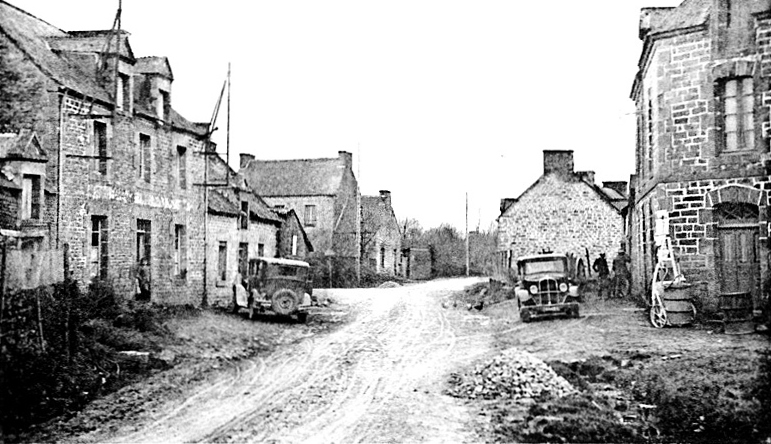
Le bourg de Buléon vers 1925 (carte postale).

En 1927 à Buléon, l'école chrétienne des filles avait 50 élèves alors que l'école laïque des filles n'avait qu'une élève, la fille du cantonnier ; il n'y avait pas d'école chrétienne pour les garçons.

#### La Seconde Guerre mondiale
Georges Grignon, résistant FFI, participant au maquis de Saint-Marcel, fut fusillé par les Allemands le 12 juillet 1944 à Kerihuel en Plumelec.

#### L'après Seconde Guerre mondiale
Un soldat originaire de Buléon (Basile Seveno) est mort pour la France pendant la Guerre d'Indochine.

### LeXXIesiècle

#### Les éoliennes de Vachegare

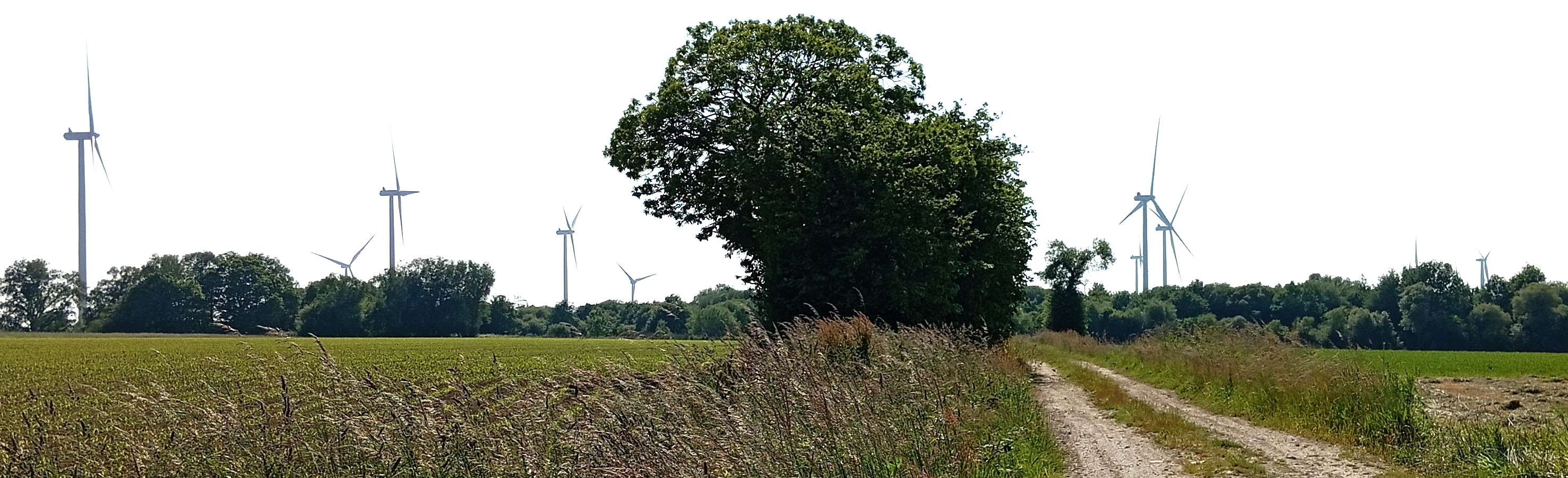
Les éoliennes de Vachegare vues de la Croix Dompierre.

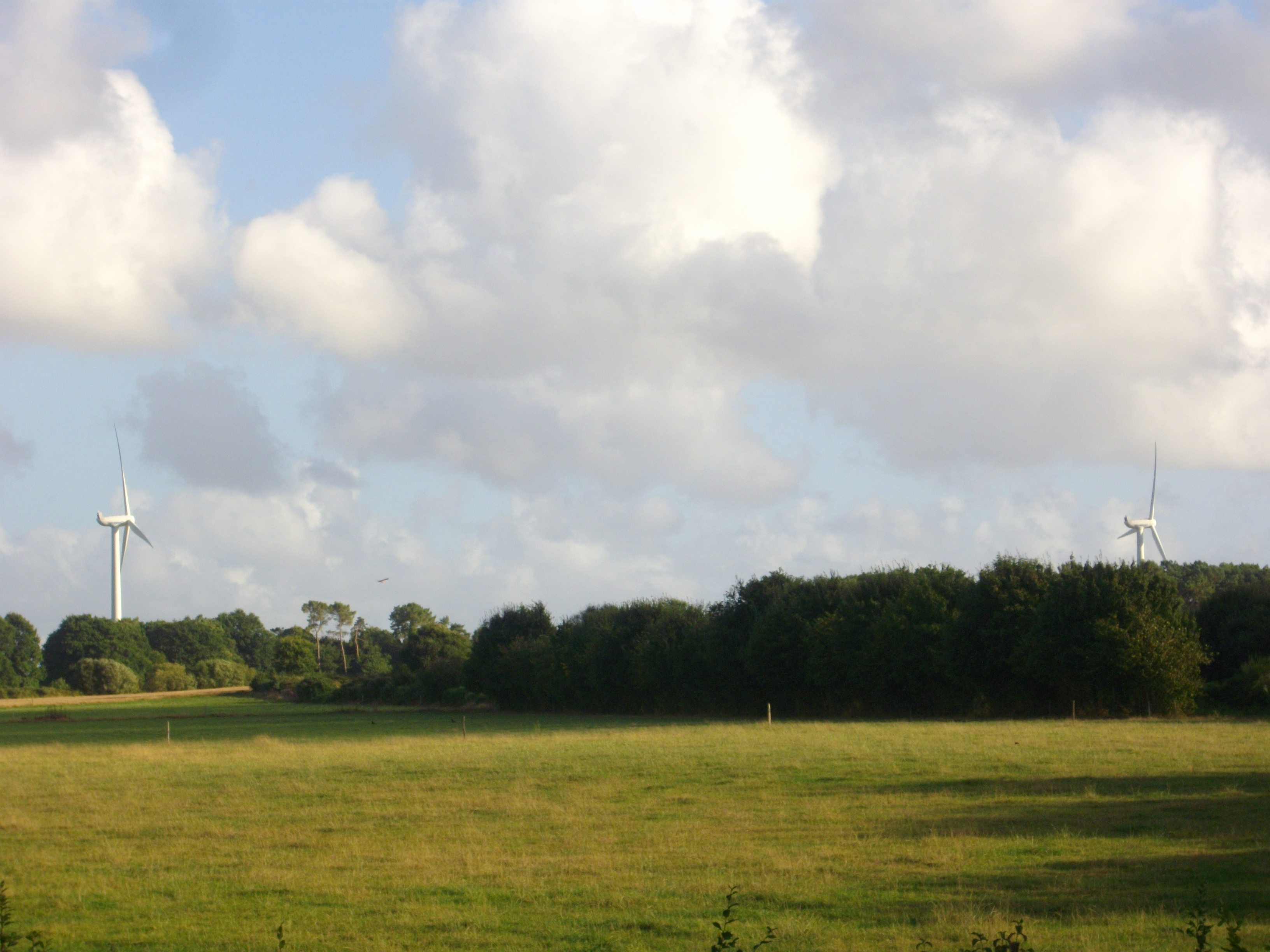
Éoliennes vues depuis le site de la chapelle Sainte-Anne.

Après de multiples recours qui ont retardé les travaux, le parc de 6 éoliennes de Vachegare a été inauguré le 5 juin 2021 ; d'une puissance totale de 13,2 MW, le parc éolien produira l'équivalent de la consommation annuelle de 13 200 habitants.
La construction d'une usine d'hydrogène « vert » par la société nantaise Lhyfe a été entreprise en 2023.

#### L'affaire du pont sur la D 165
Depuis 2021 un petit pont situé à l'entrée de Buléon sur la D 165, en direction de Radenac, est fermé à la circulation. Le chantier de réparation implique de fermer l'étang du Domaine de la Ferrière (un château-hôtel), mitoyen du pont, au nom de la continuité écologique afin de respecter la loi sur l'eau, ce que refuse le propriétaire du domaine, qui argue de son antériorité et de sa biodiversité. Les usagers sont contraints à un détour de 8 km et la situation dure depuis 3 ans quand le préfet du Morbihan demande enfin en mars 2024 de lancer sans délai les travaux de réparation.

## Blasonnement
|  | Les armoiries de Buléon se blasonnent ainsi : De gueules à une épée versée d’argent, à la bordure d’or. (Armes de la famille de Lantivy brisées d’une bordure). Conc. JC Renaud. |

## Politique et administration
| Période                                  | Période              | Identité           | Étiquette       | Qualité |
| ---------------------------------------- | -------------------- | ------------------ | --------------- | --- |
| Les données manquantes sont à compléter. |                      |                    |                 | |
| avant 1804                               | 1815                 | M. Lafy            |                 | |
| 1815                                     | 1848                 | Julien Le May      |                 | Laboureur |
| 1848                                     | 1869                 | Joachim Le Breton  |                 | Cultivateur |
| 1869                                     | 1876                 | Mathurin Dréano    |                 | Cultivateur |
| 1876                                     | 1896                 | Louis Le Gal       |                 | Cultivateur |
| 1896                                     | 1909                 | Louis de Kersauson |                 | Propriétaire. Habitait le château de La Ferrière. |
| 1909                                     | 1936                 | Jean Le Gal        |                 | Cultivateur Fils de Louis Le Gal, maire entre 1876 et 1896 |
| 1936                                     | juillet 1947 (décès) | Joseph Bouché      |                 | Docteur en droit Chevalier de Saint-Grégoire-le-Grand |
| Les données manquantes sont à compléter. |                      |                    |                 | |
| mai 1953                                 | mars 2008            | Henri Le Breton    | CD puis UDF-CDS | Animateur commercial Sénateur du Morbihan (1981 → 2001) Conseiller général de Saint-Jean-Brévelay (1961 → 1998) Président du SIVOM du canton de Saint-Jean-Brévelay (1973 → 2001) |
| mars 2008 Réélu en 2014 et 2020          | En cours             | Pierre Bouedo      | SE              | Artisan retraité |

## Démographie
L'évolution du nombre d'habitants est connue à travers les recensements de la population effectués dans la commune depuis 1793. Pour les communes de moins de 10 000 habitants, une enquête de recensement portant sur toute la population est réalisée tous les cinq ans, les populations de référence des années intermédiaires étant quant à elles estimées par interpolation ou extrapolation. Pour la commune, le premier recensement exhaustif entrant dans le cadre du nouveau dispositif a été réalisé en 2005.

En 2022, la commune comptait 546 habitants, en évolution de +3,61 % par rapport à 2016 (Morbihan : +3,82 %, France hors Mayotte : +2,11 %).
| 1793 | 1800 | 1806 | 1821 | 1831 | 1836 | 1841 | 1846 | 1851 |
| ---- | ---- | ---- | ---- | ---- | ---- | ---- | ---- | ---- |
| 504  | 493  | 526  | 537  | 544  | 527  | 482  | 546  | 538  |

| 1856 | 1861 | 1866 | 1872 | 1876 | 1881 | 1886 | 1891 | 1896 |
| ---- | ---- | ---- | ---- | ---- | ---- | ---- | ---- | ---- |
| 539  | 567  | 570  | 538  | 564  | 543  | 557  | 541  | 581  |

| 1901 | 1906 | 1911 | 1921 | 1926 | 1931 | 1936 | 1946 | 1954 |
| ---- | ---- | ---- | ---- | ---- | ---- | ---- | ---- | ---- |
| 585  | 604  | 675  | 583  | 574  | 613  | 639  | 556  | 535  |

| 1962 | 1968 | 1975 | 1982 | 1990 | 1999 | 2005 | 2006 | 2010 |
| ---- | ---- | ---- | ---- | ---- | ---- | ---- | ---- | ---- |
| 546  | 523  | 540  | 509  | 492  | 424  | 435  | 436  | 487  |

| 2015 | 2020 | 2022 | - | - | - | - | - | - |
| ---- | ---- | ---- | - | - | - | - | - | - |
| 516  | 542  | 546  | - | - | - | - | - | - |

## Enseignement
L'école de Buléon a fêté ses cent ans le 26 juin 2021. Un RPÏ (Regroupement pédagogique intercommunal) existe, associant l'école Saint-Joseph de Buléon et l'école Notre-Dame de Lantillac.

## Lieux et monuments
- Chapelle Sainte-Anne de Buléon  Inscrit MH (1925) : anciene chapelle de pèlerinage, son pardon est organisé le 3e dimanche de septembre.

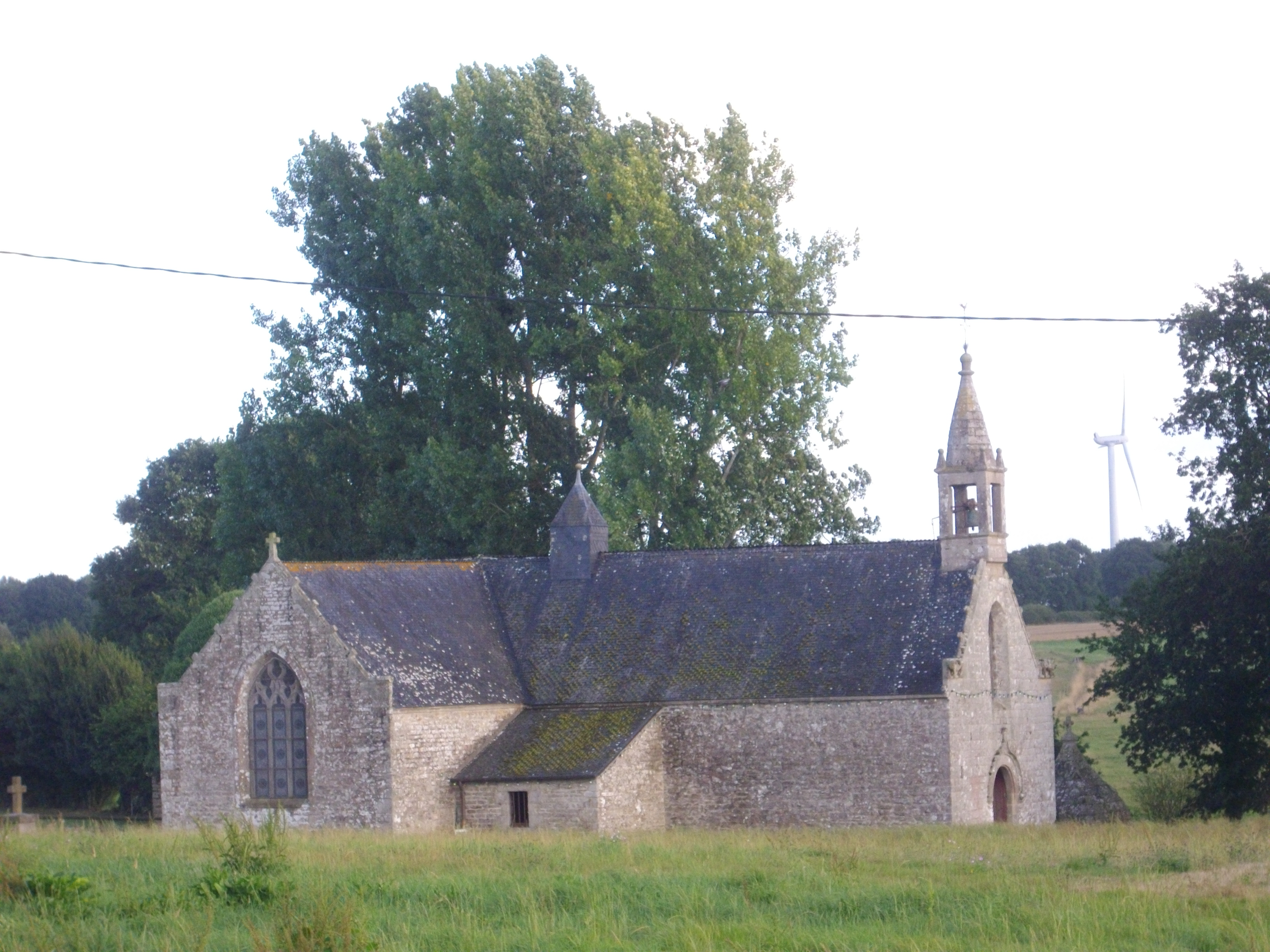
Chapelle Sainte-Anne : vue extérieure d'ensemble.
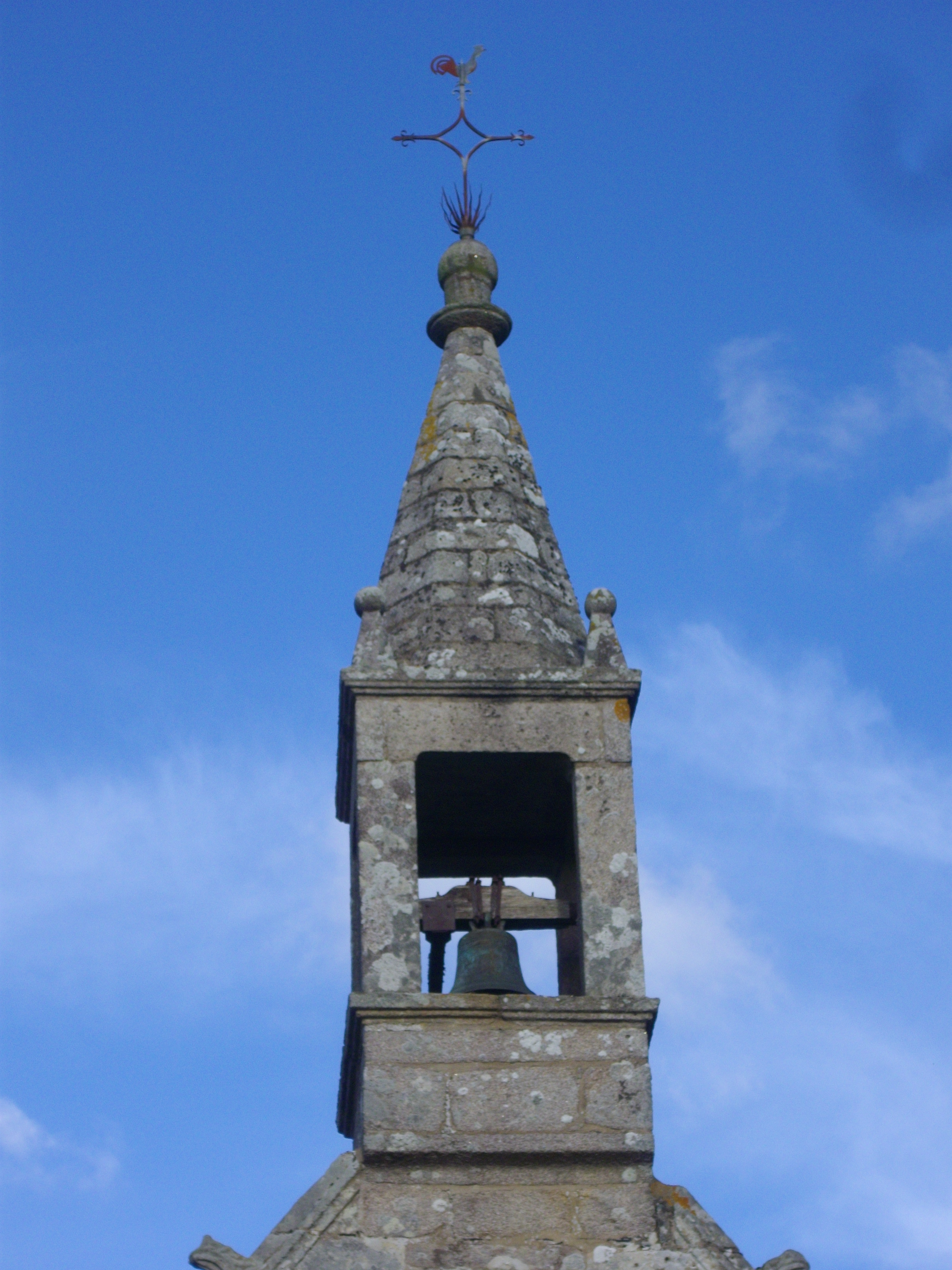
Chapelle Sainte-Anne : le clocher.
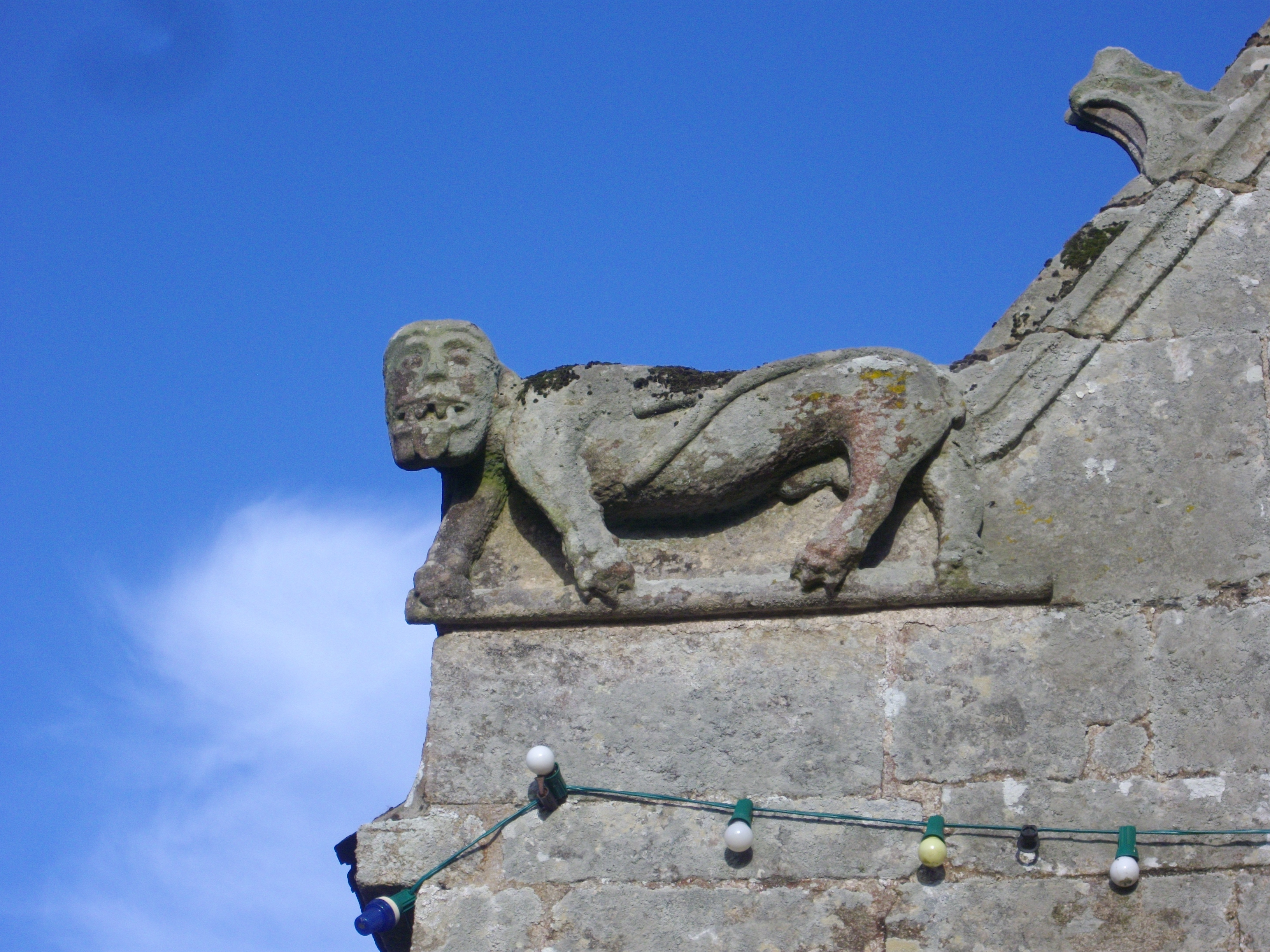
Chapelle Sainte-Anne : détail d'une figure animale.
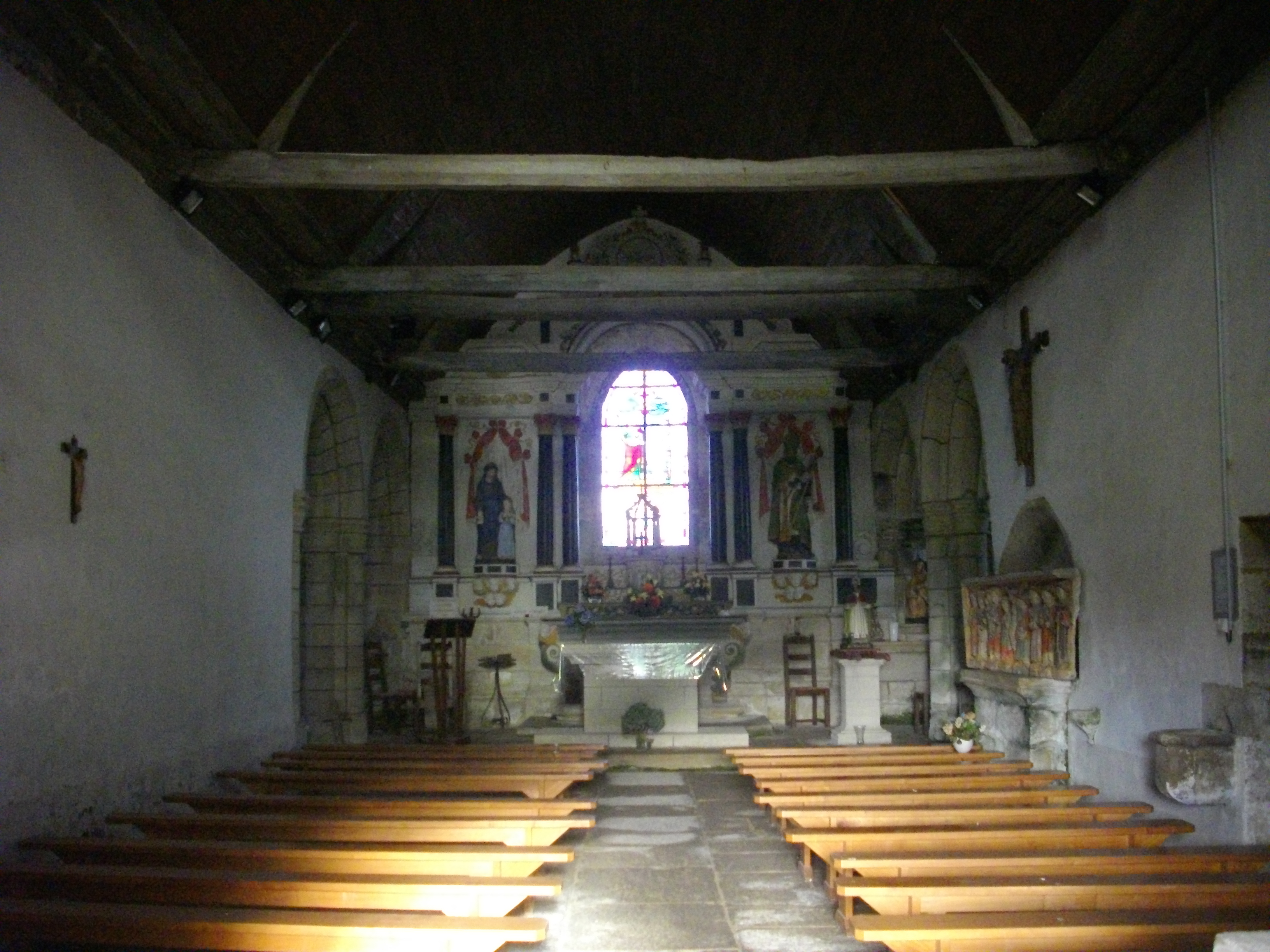
Chapelle Sainte-Anne : vue intérieure d'ensemble.
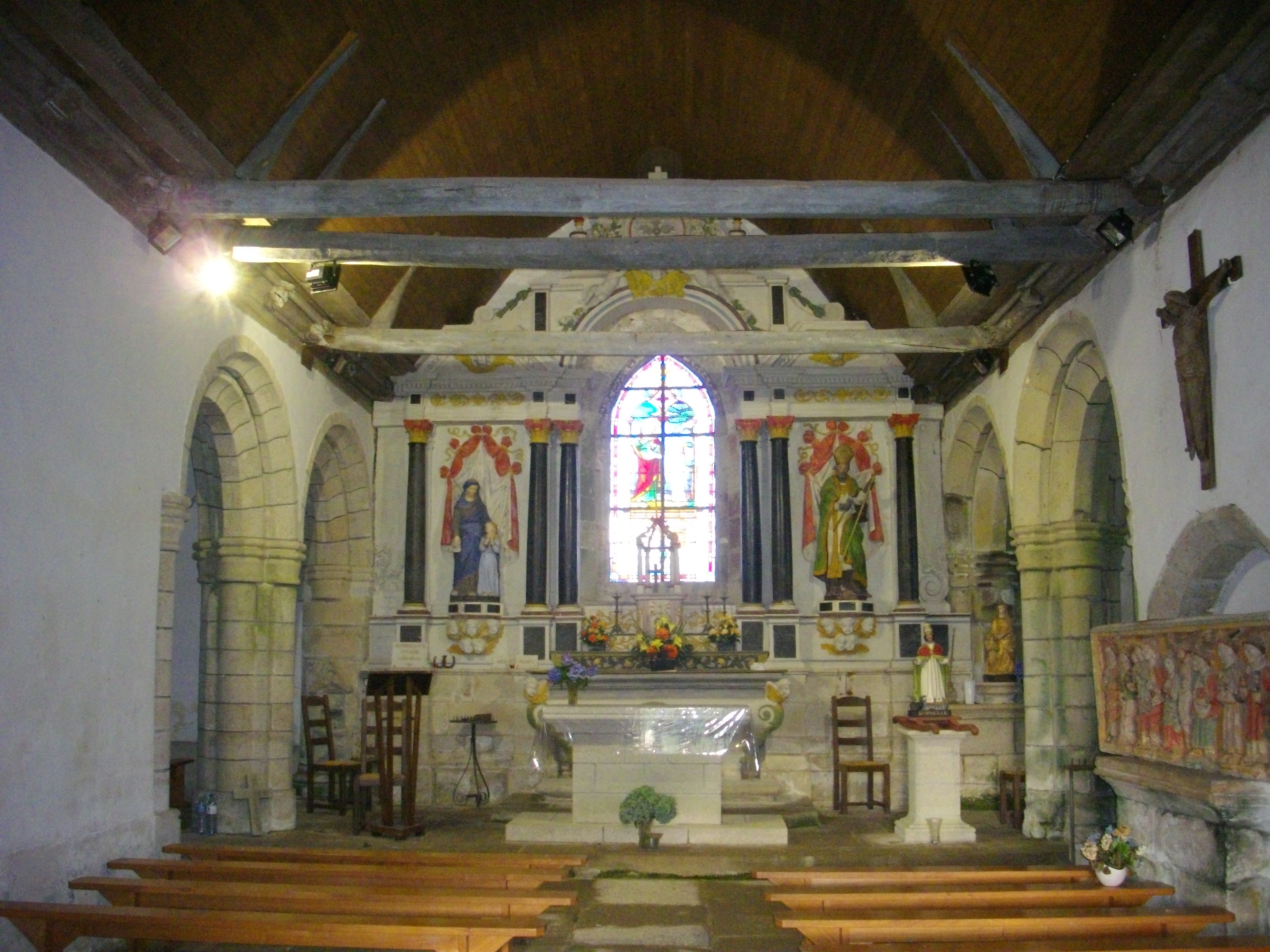
Chapelle Sainte-Anne : retable principal.
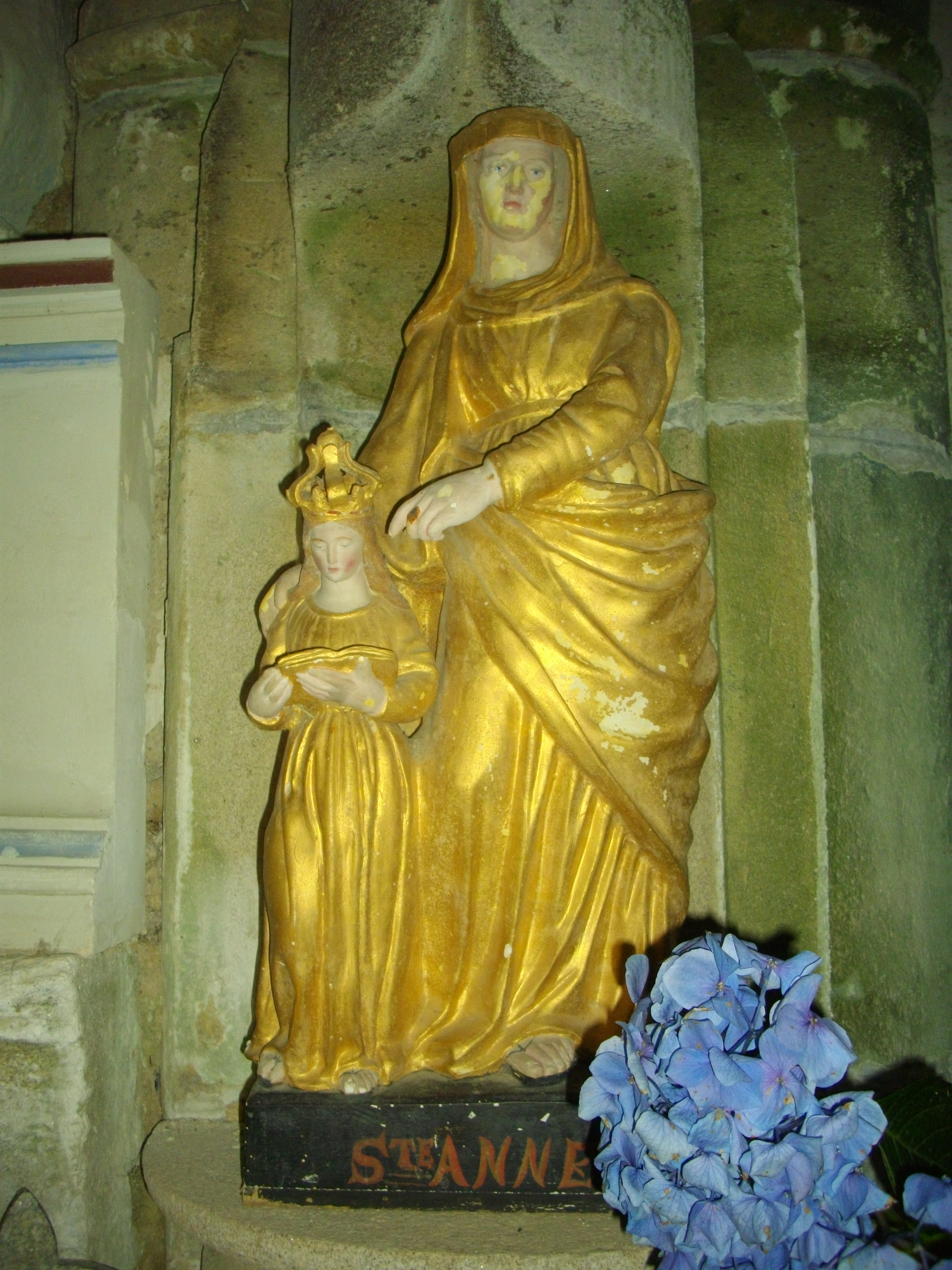
Chapelle Sainte-Anne : sainte Anne et la Vierge.

- Fontaine Sainte-Anne de Buléon  Inscrit MH (1934).

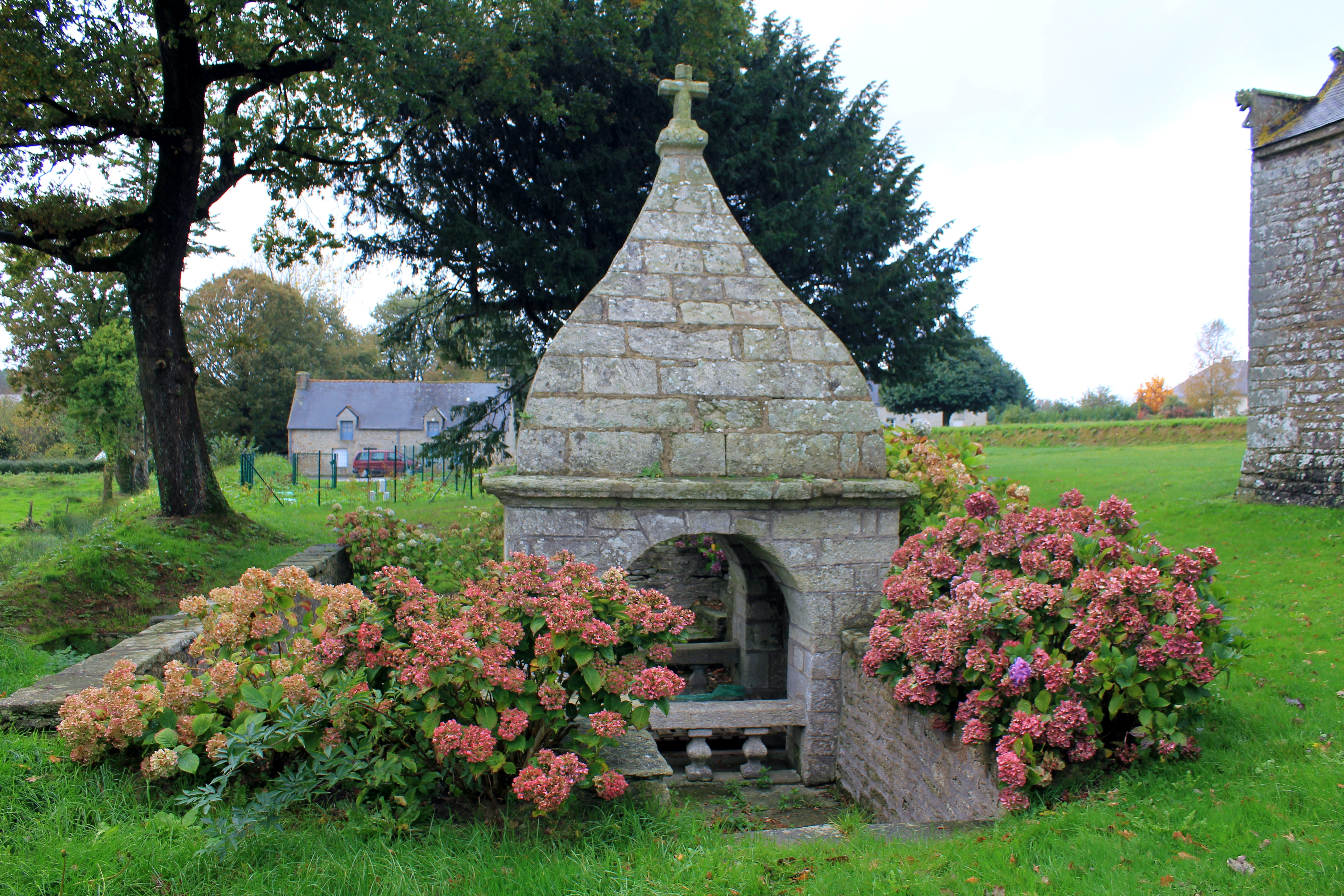
Fontaine Sainte-Anne : vue d'ensemble.
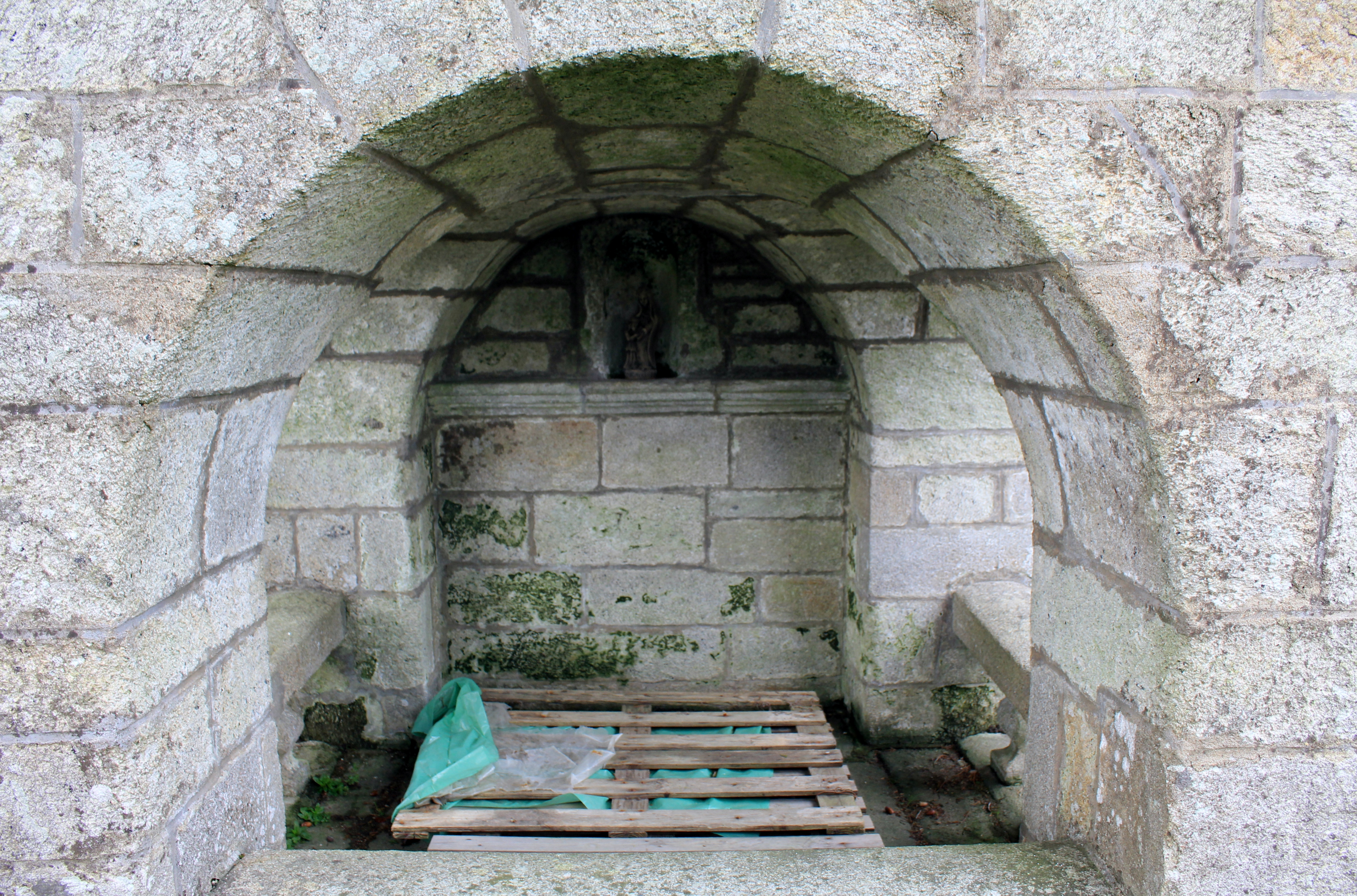
Fontaine Sainte-Anne : la niche.

- Croix de cimetière au sud de l'abside de l'église  Inscrit MH (1934).

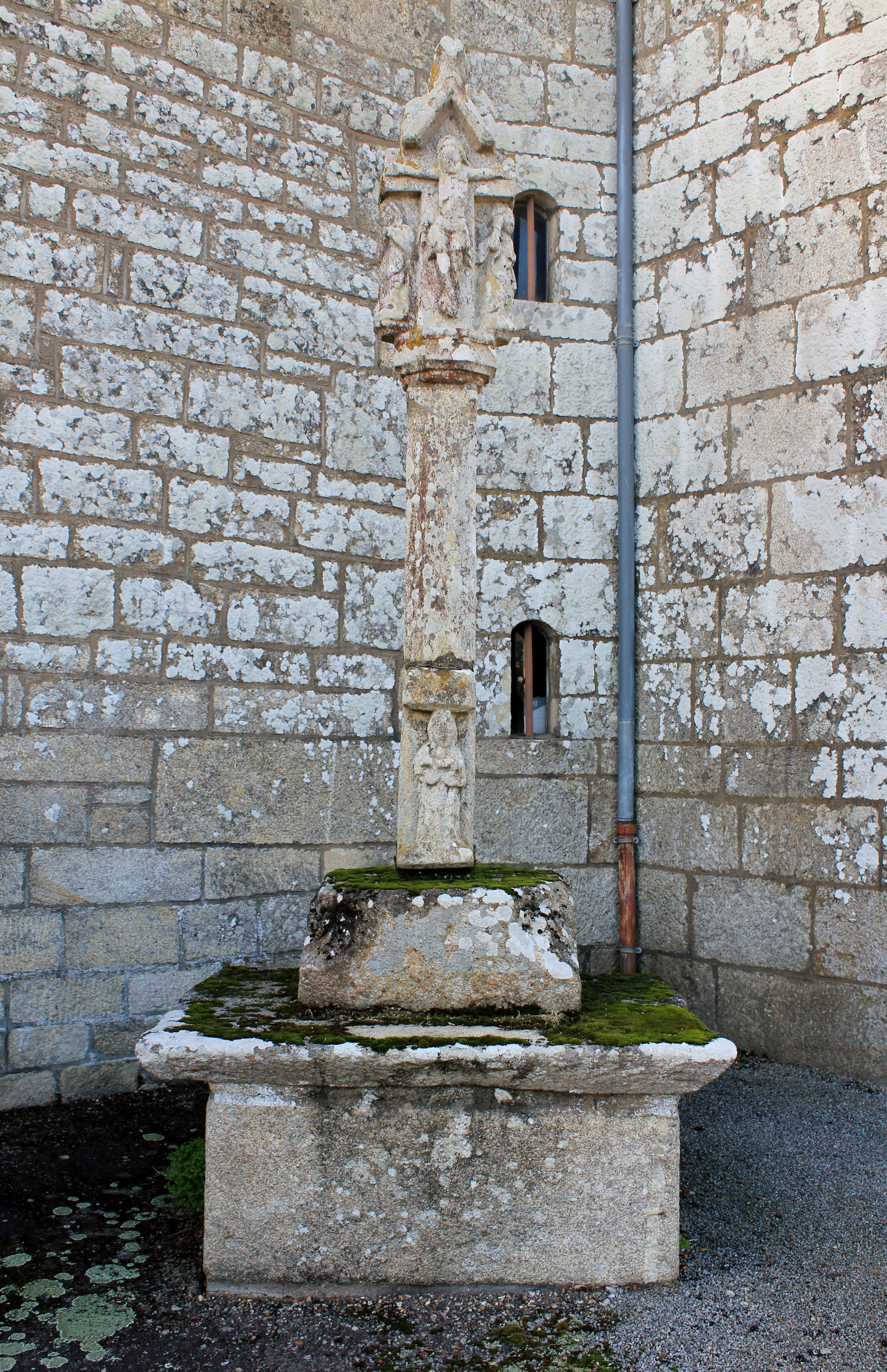
Croix du cimetière : vue d'ensemble.
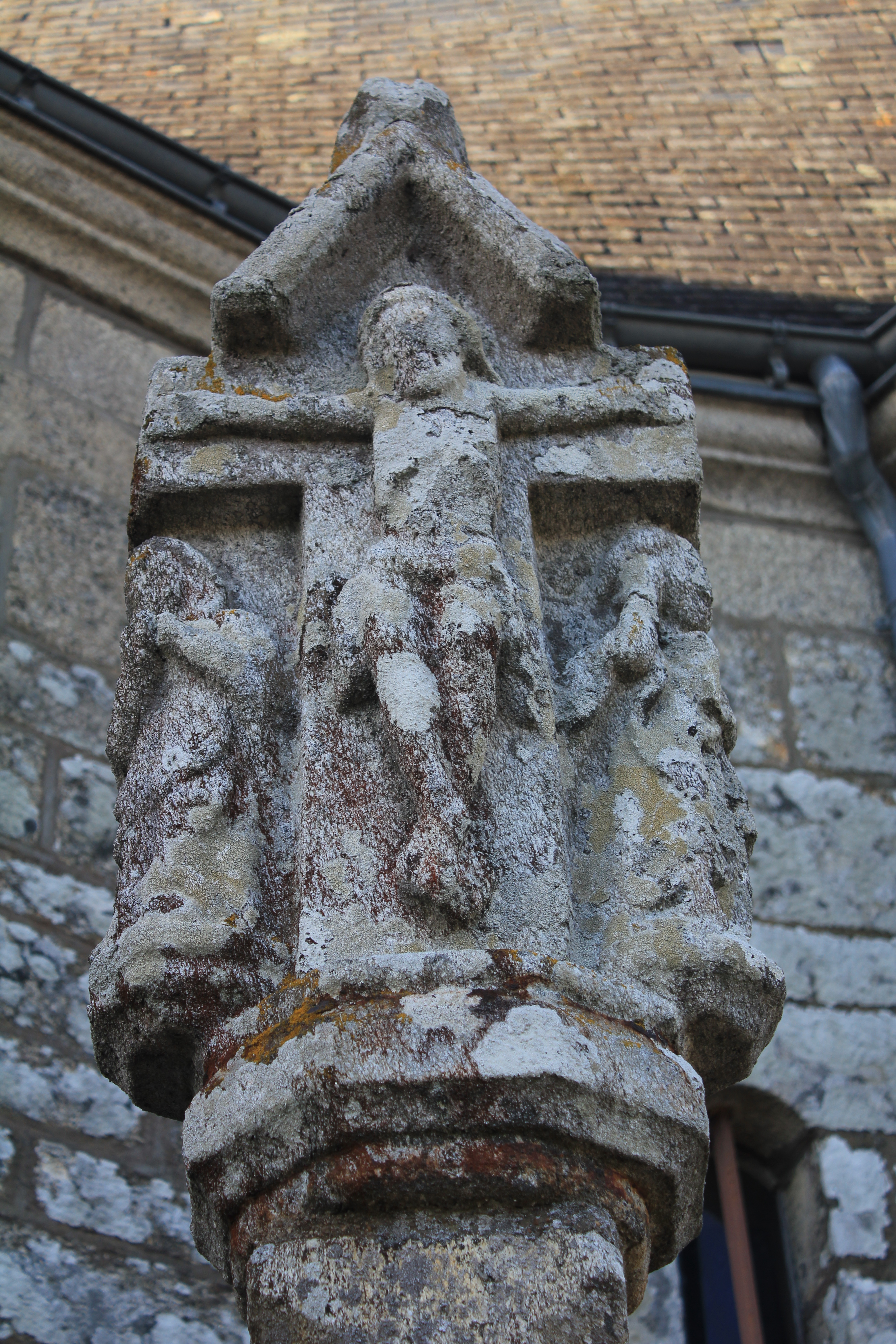
Croix du cimetière : partie sommitale (Christ en croix).
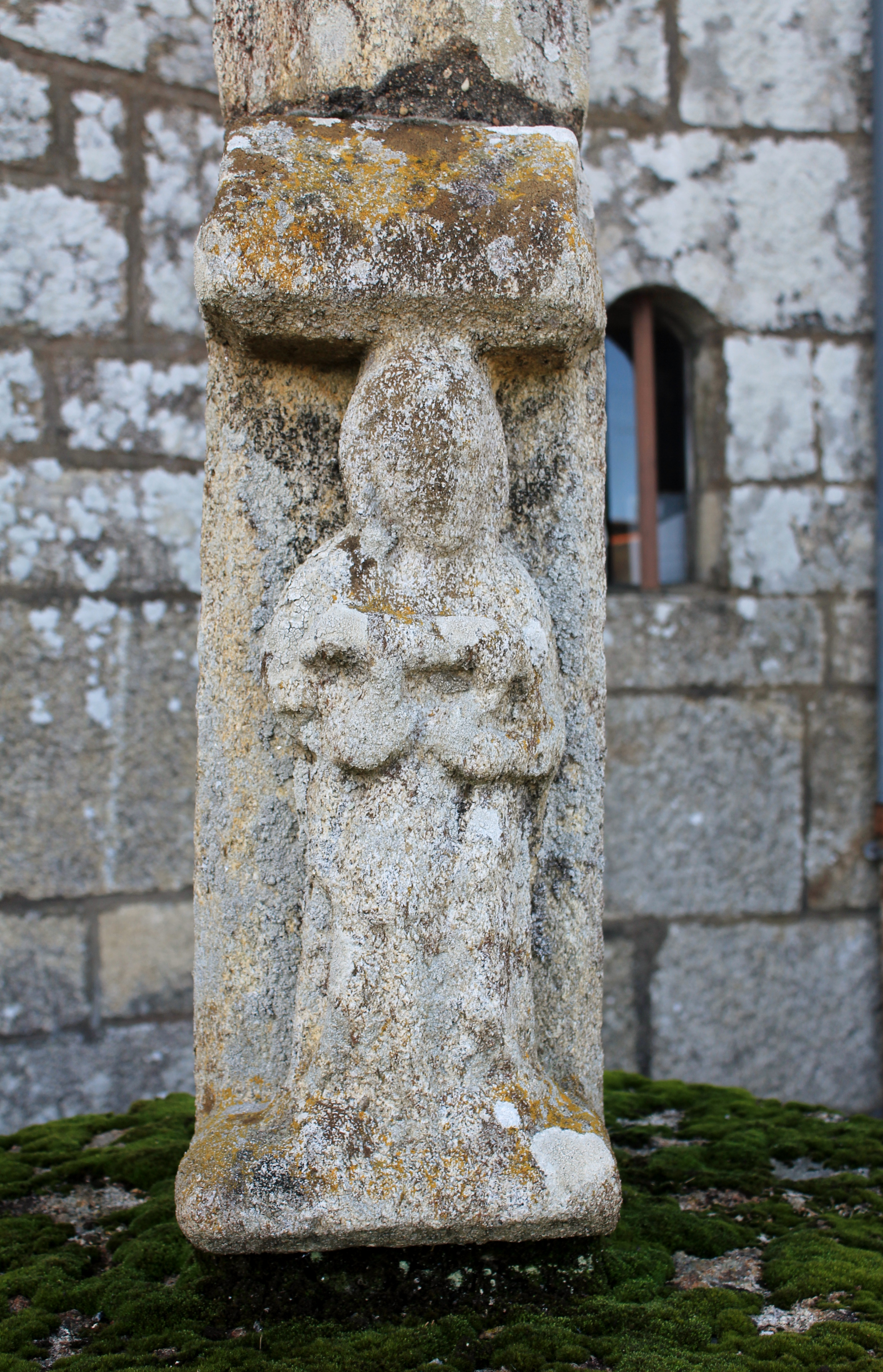
Croix du cimetière : sainte Brigitte portant un renard dans ses bras

- Église Sainte-Brigitte-et-Saint-Georges. Son clocher a la particularité d'être un clocher-château d'eau construit en 1962 pour alimenter en eau courante la commune.

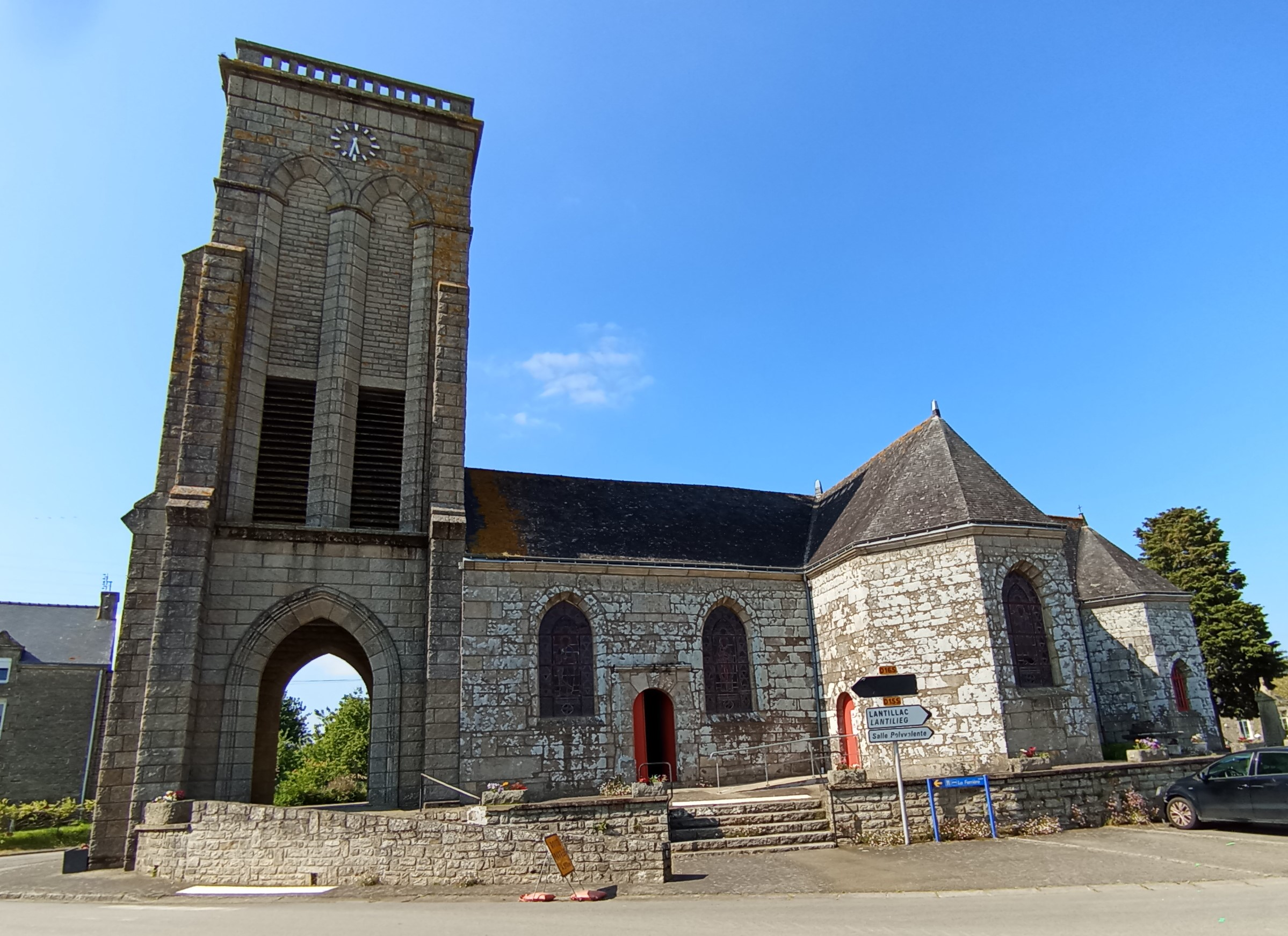
Église Sainte-Brigitte-et-Saint-Georges, vue extérieure d'ensemble.
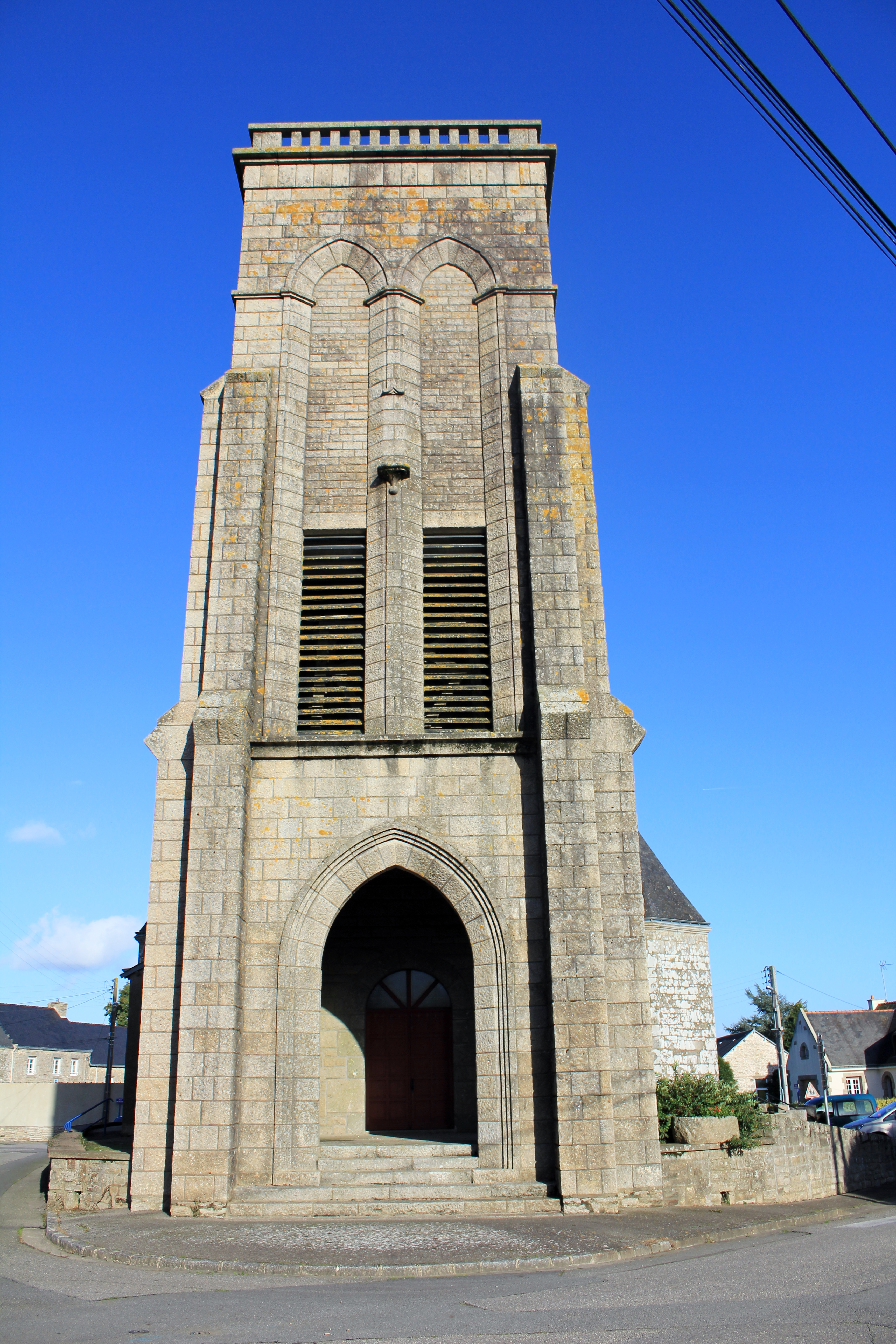
Église Sainte-Brigitte-et-Saint-Georges : la façade.
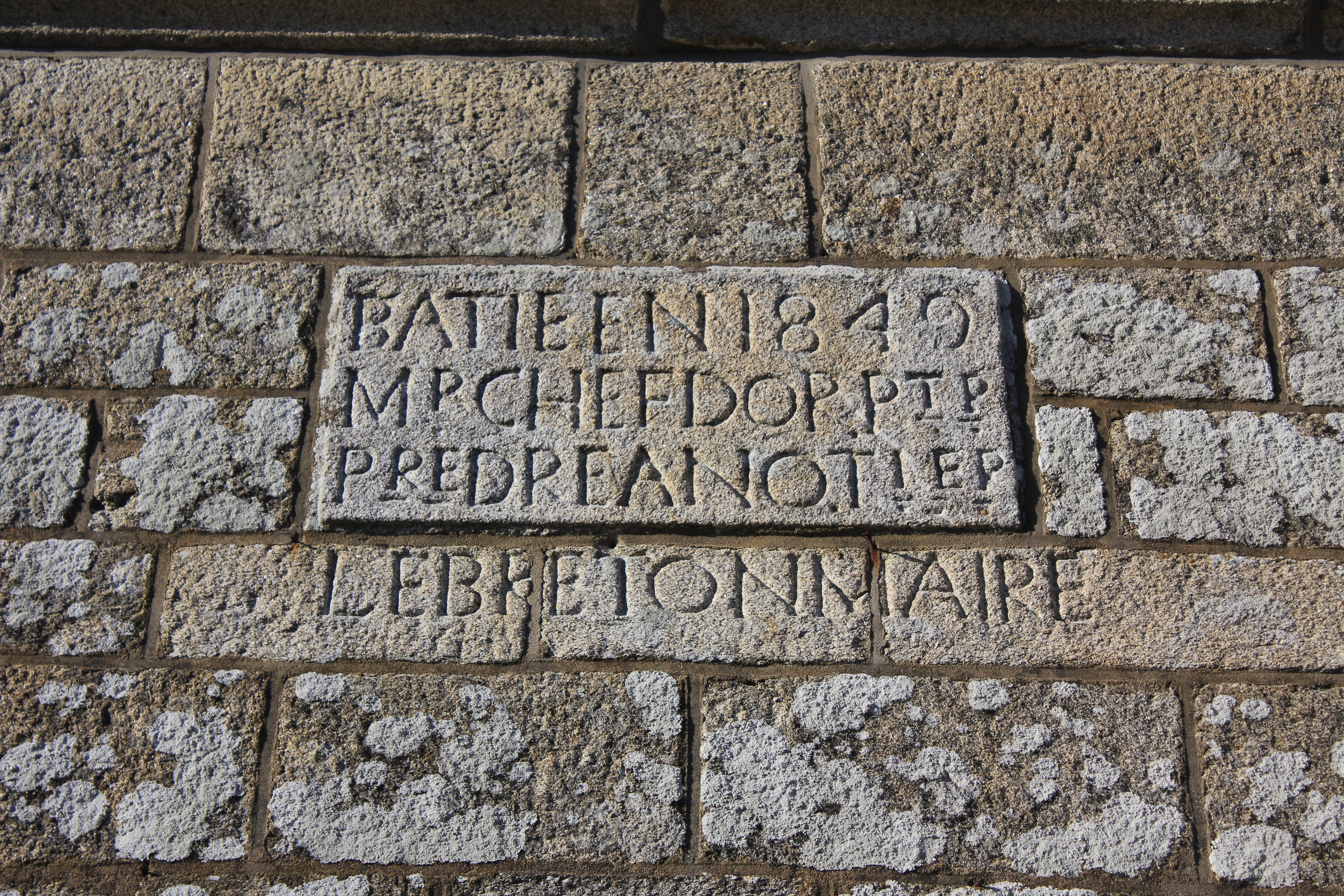
Église Sainte-Brigitte-et-Saint-Georges : plaque indiquant l'année 1849 comme année de construction.
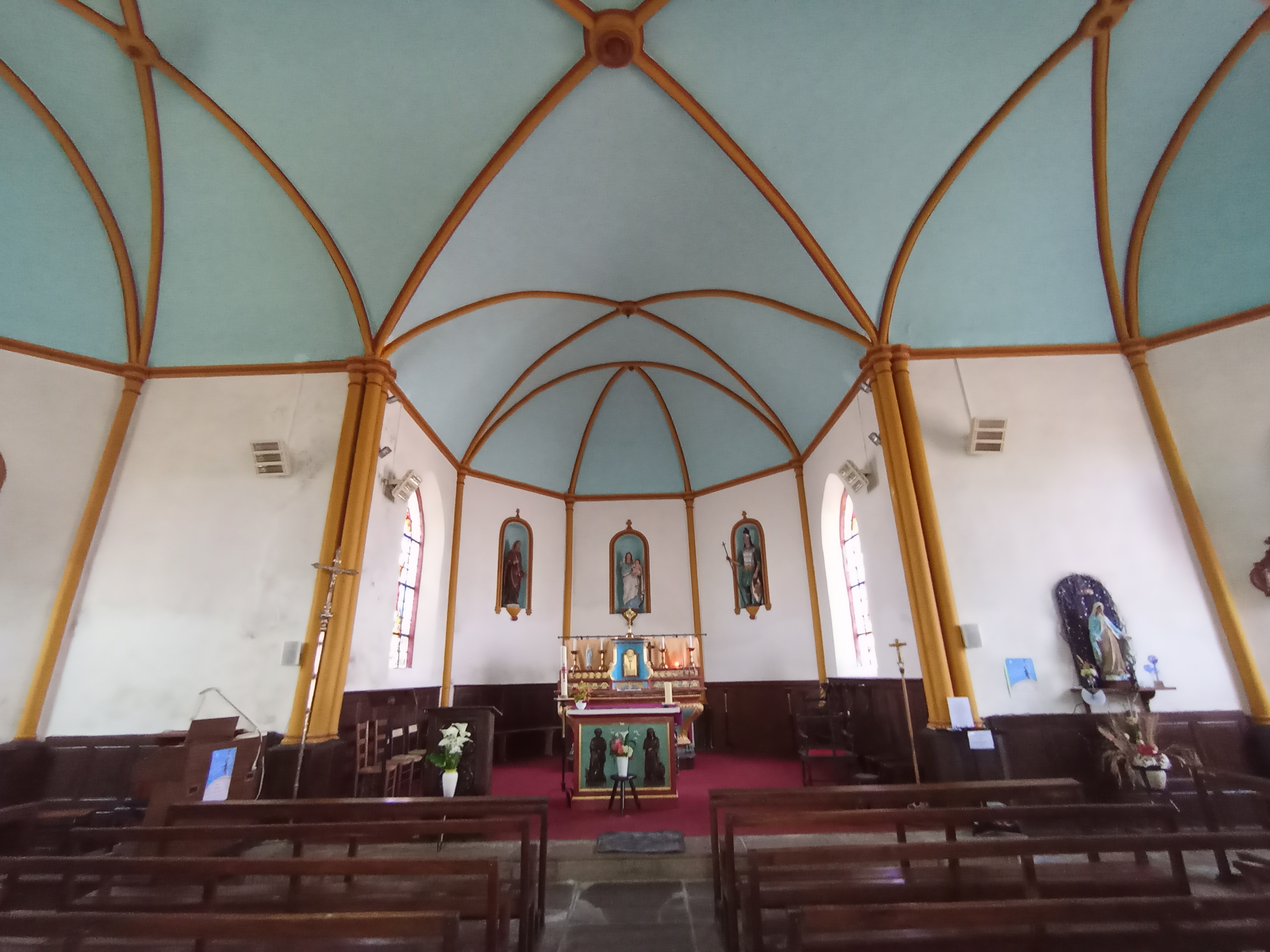
Église Sainte-Brigitte-et-Saint-Georges, le chœur.
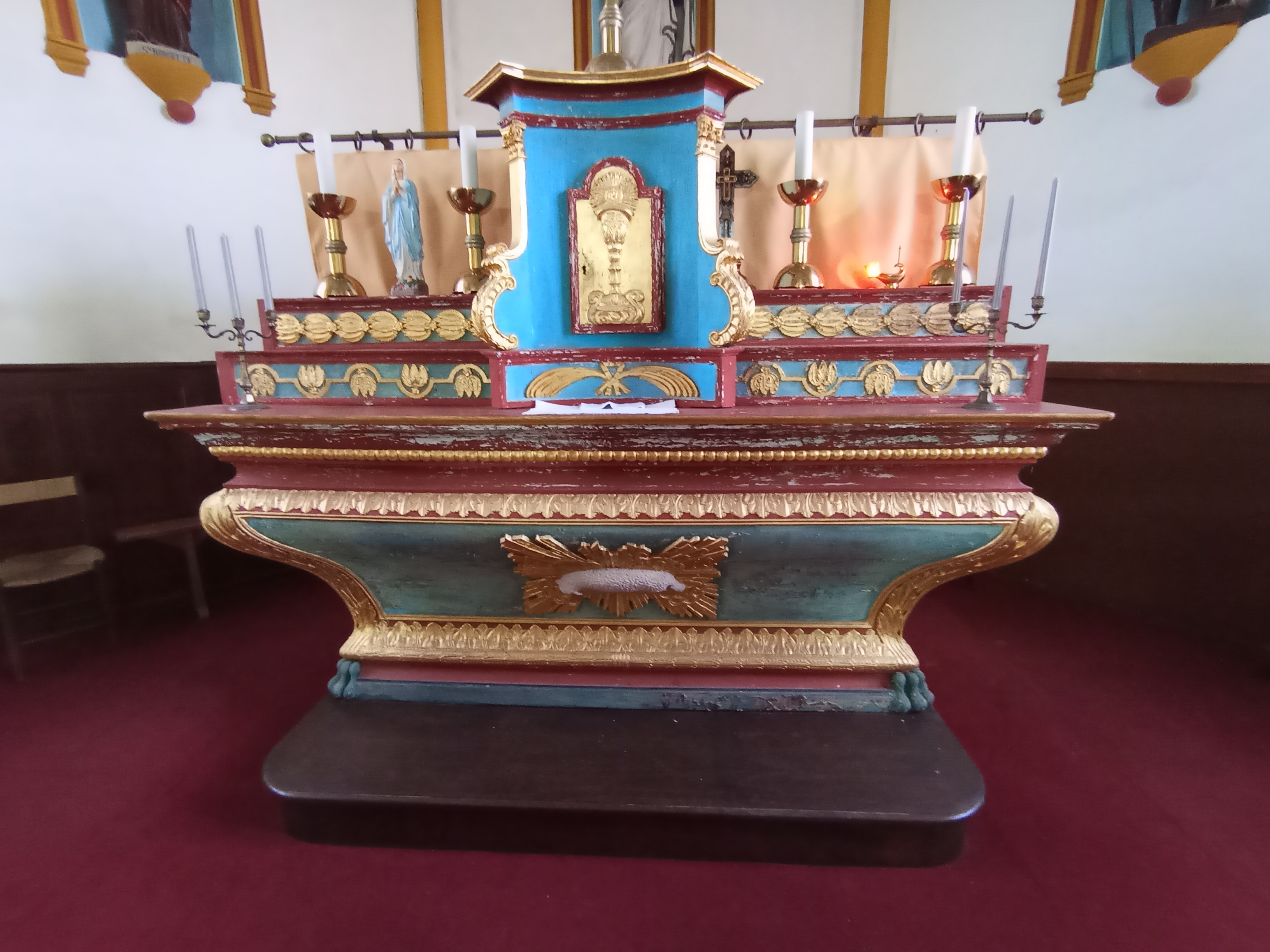
Église Sainte-Brigitte-et-Saint-Georges, le maître-autel.
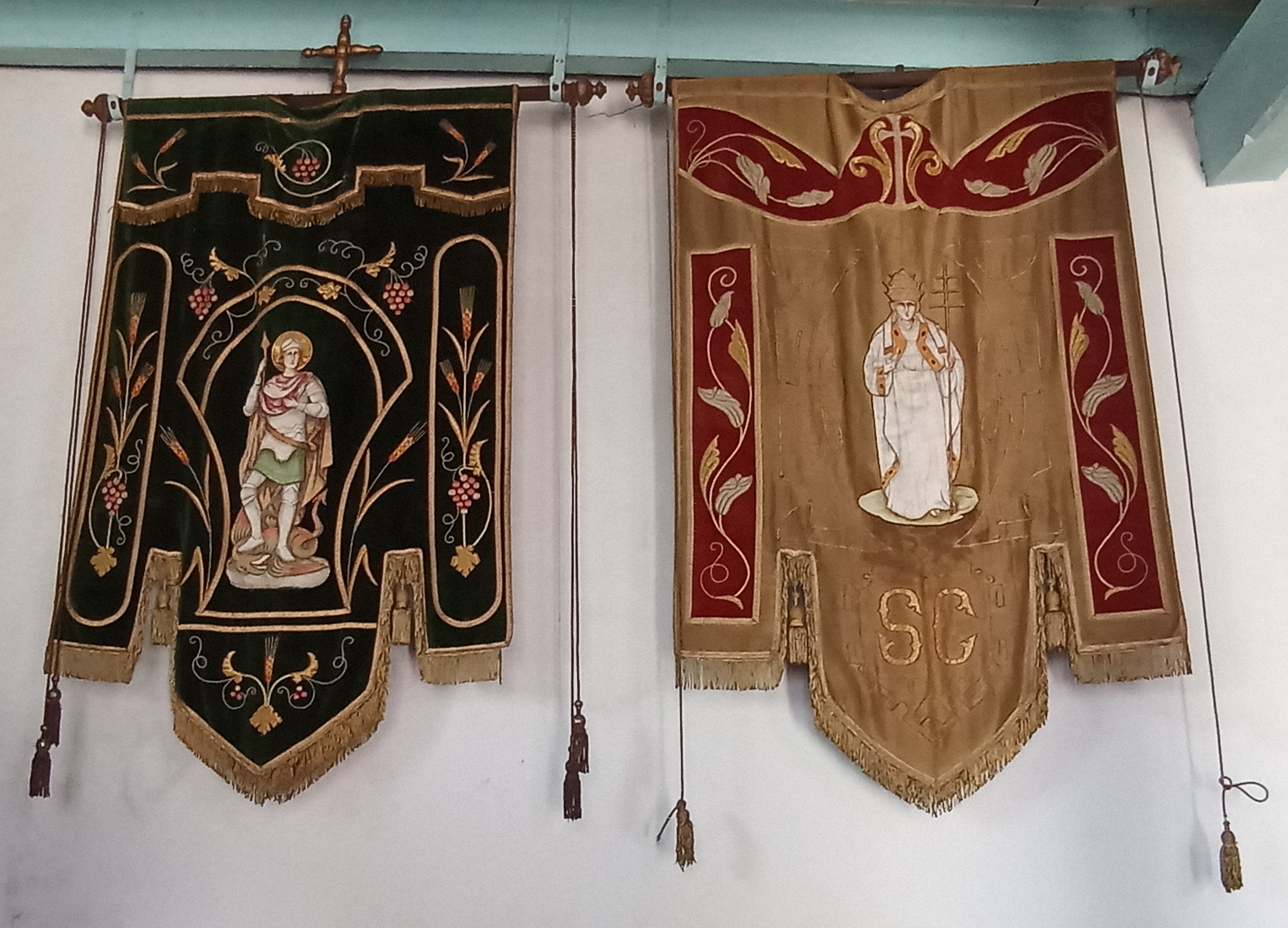
Église Sainte-Brigitte-et-Saint-Georges, bannières de procession.
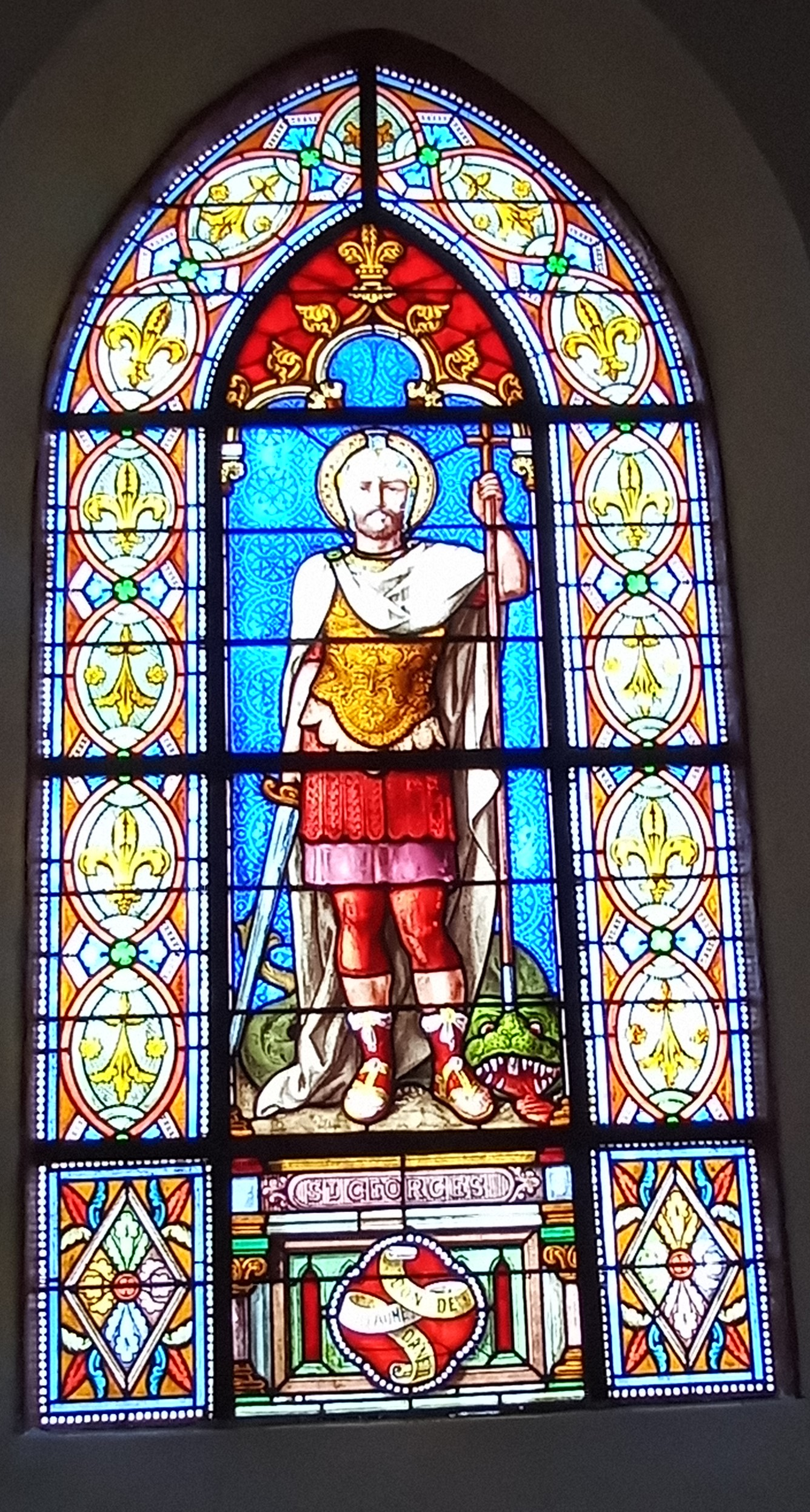
Église Sainte-Brigitte-et-Saint-Georges, vitrail de saint Georges.
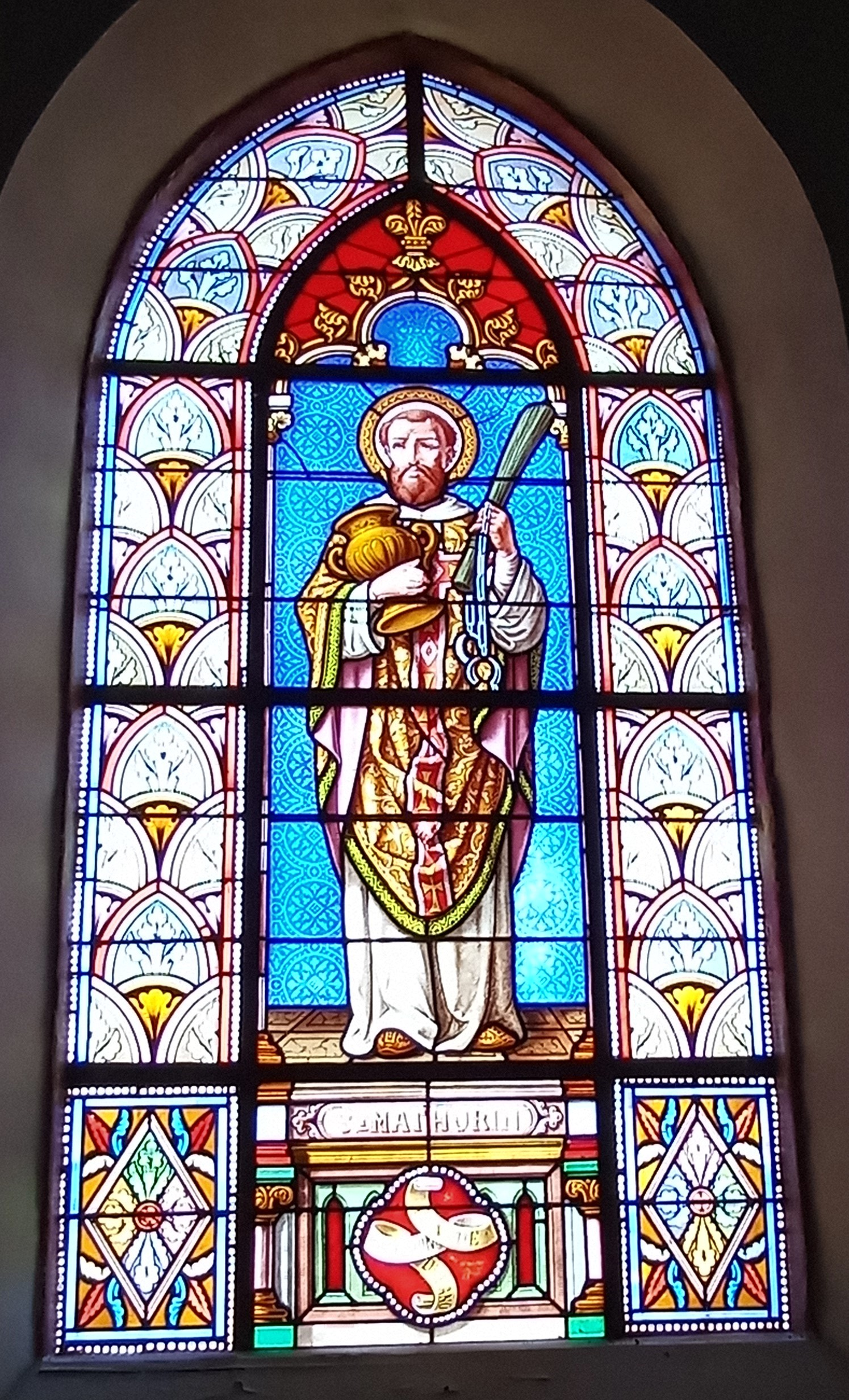
Église Sainte-Brigitte-et-Saint-Georges, vitrail de saint Mathurin.
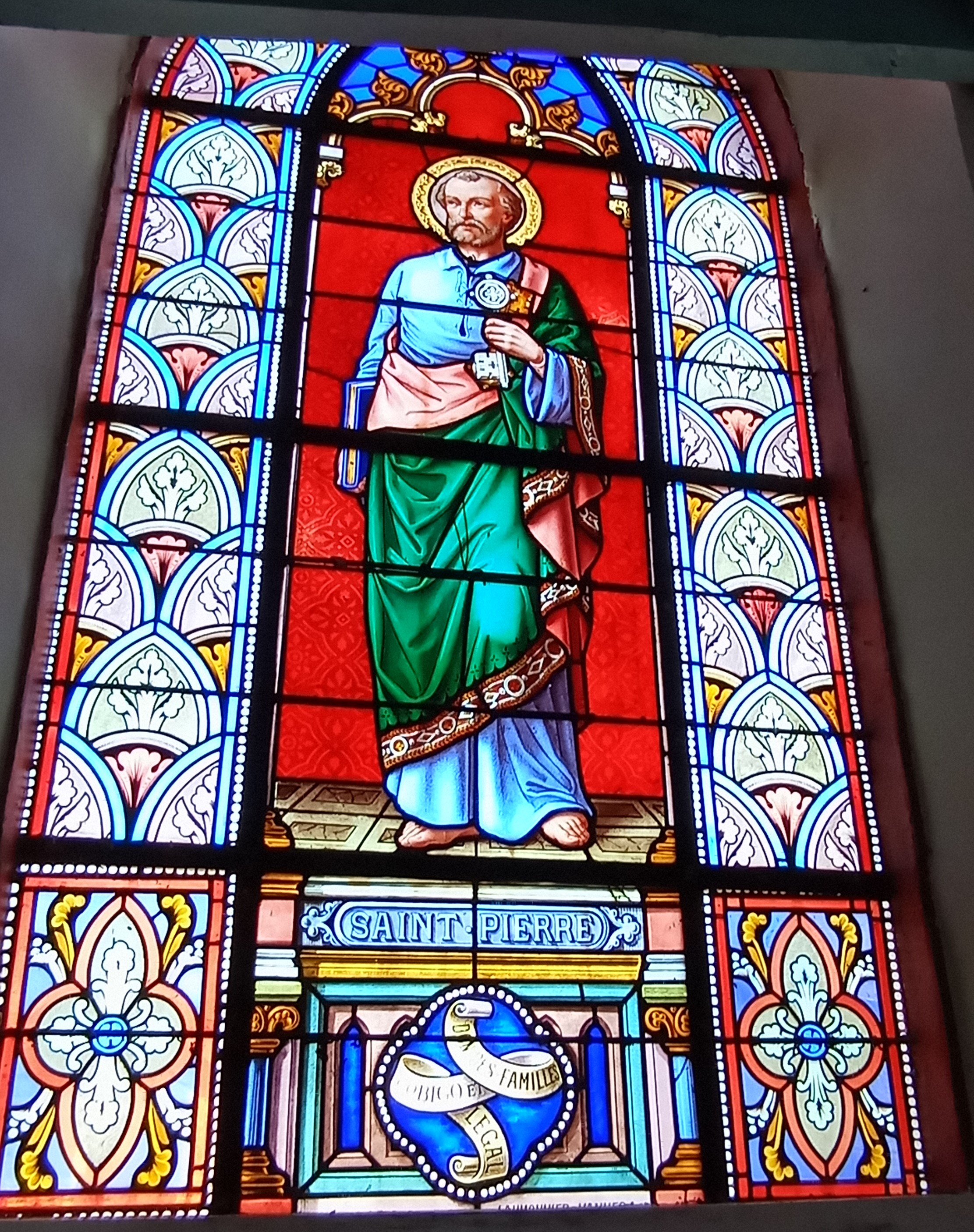
Église Sainte-Brigitte-et-Saint-Georges, vitrail de saint Pierre.
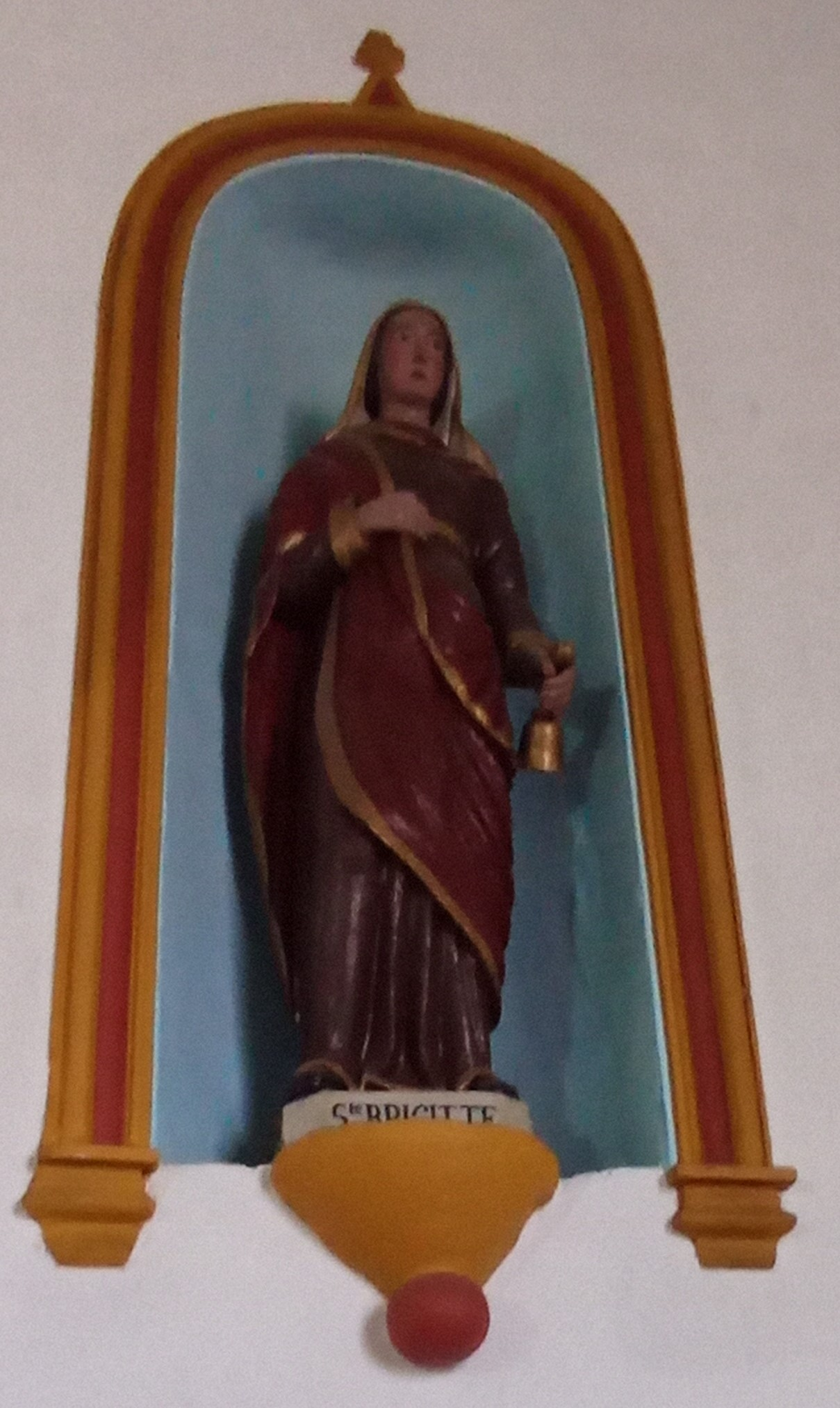
Église Sainte-Brigitte-et-Saint-Georges, statue de sainte Brigitte.
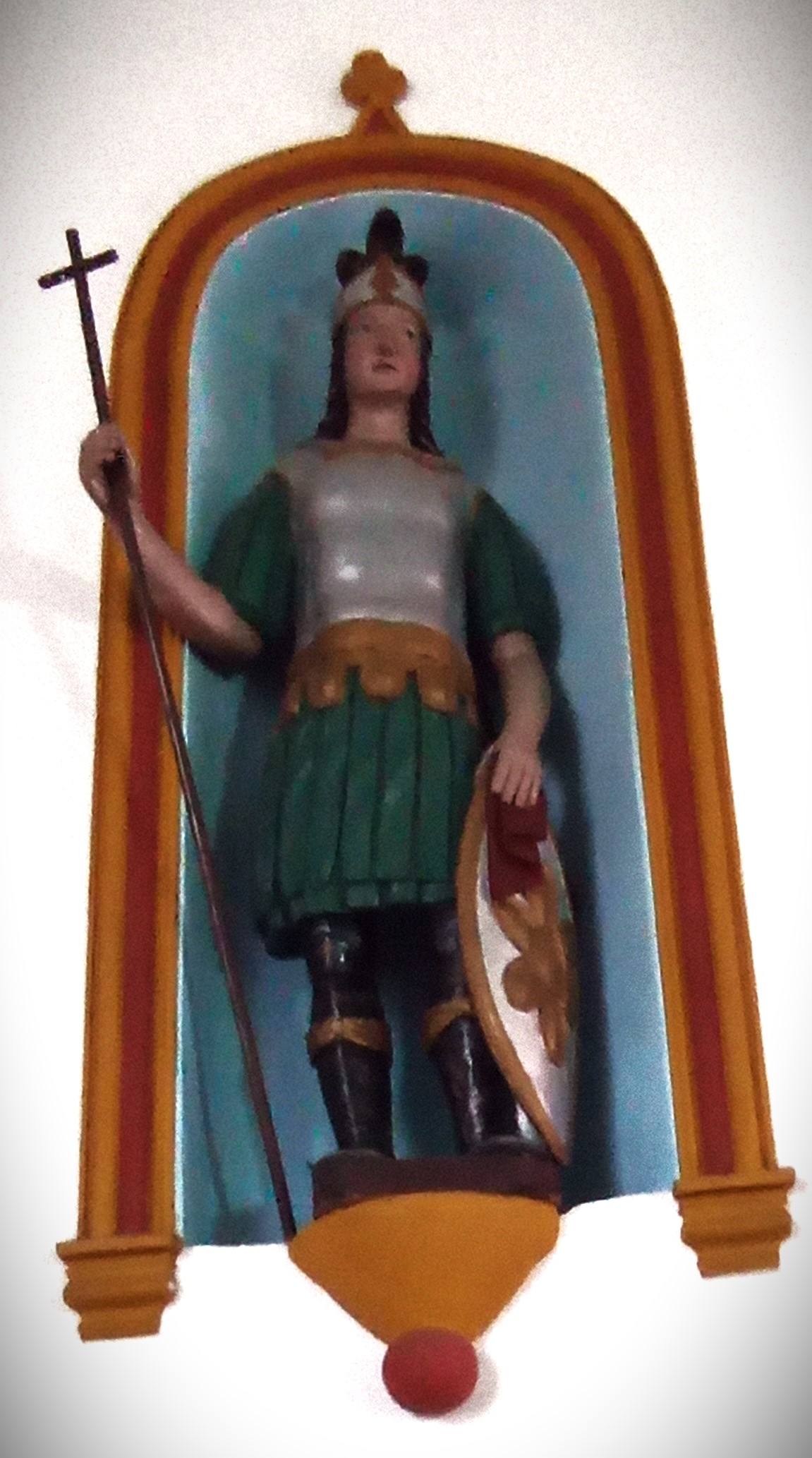
Église Sainte-Brigitte-et-Saint-Georges, statue de saint Georges.

- Le calvaire du bourg.

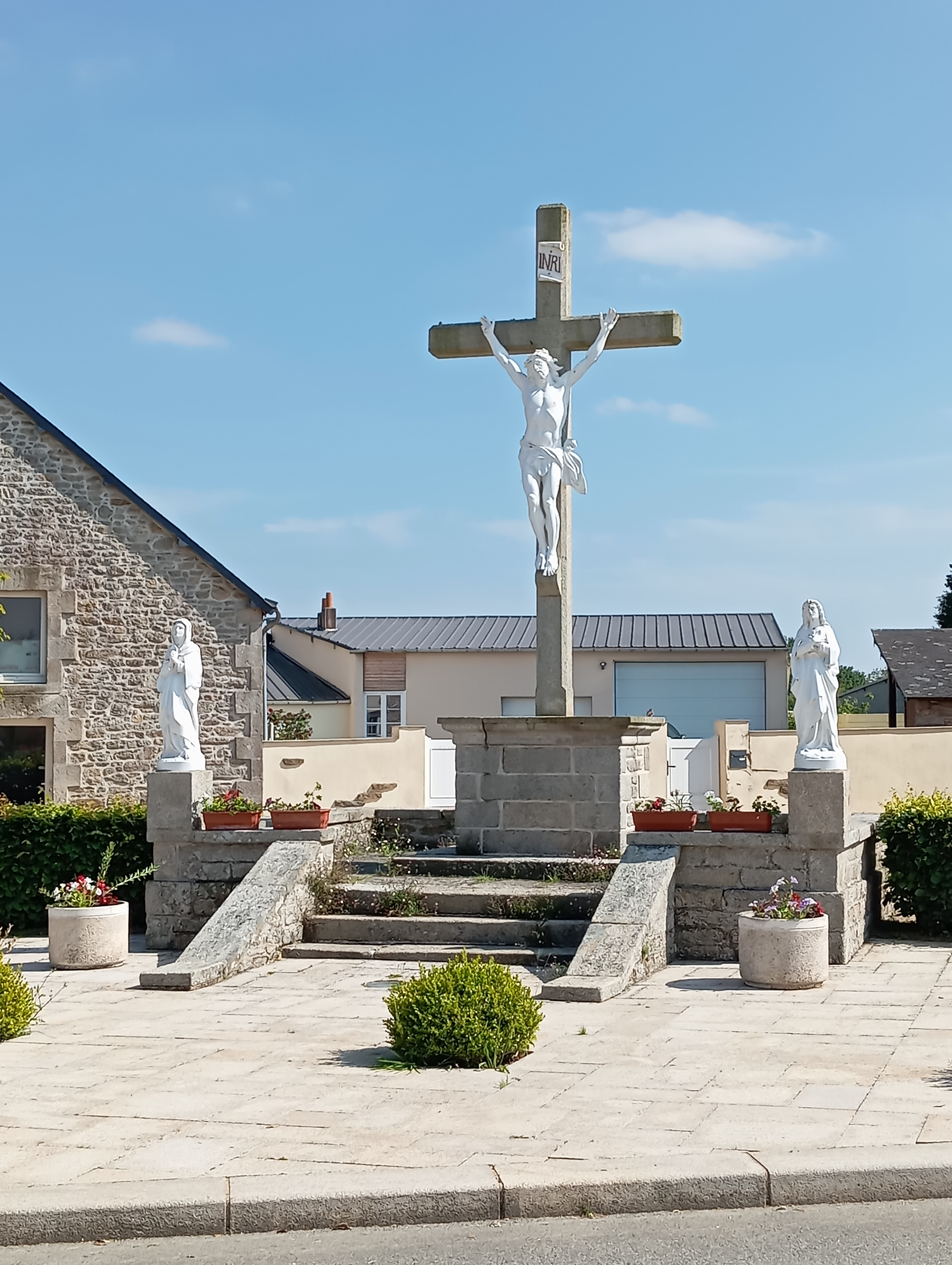
Buléon : le calvaire du bourg.

- Diverses croix ; la Croix Dompierre, la Croix de Kernizan, la Croix de Kerrordo, la Croix de Sainte-Anne[34].

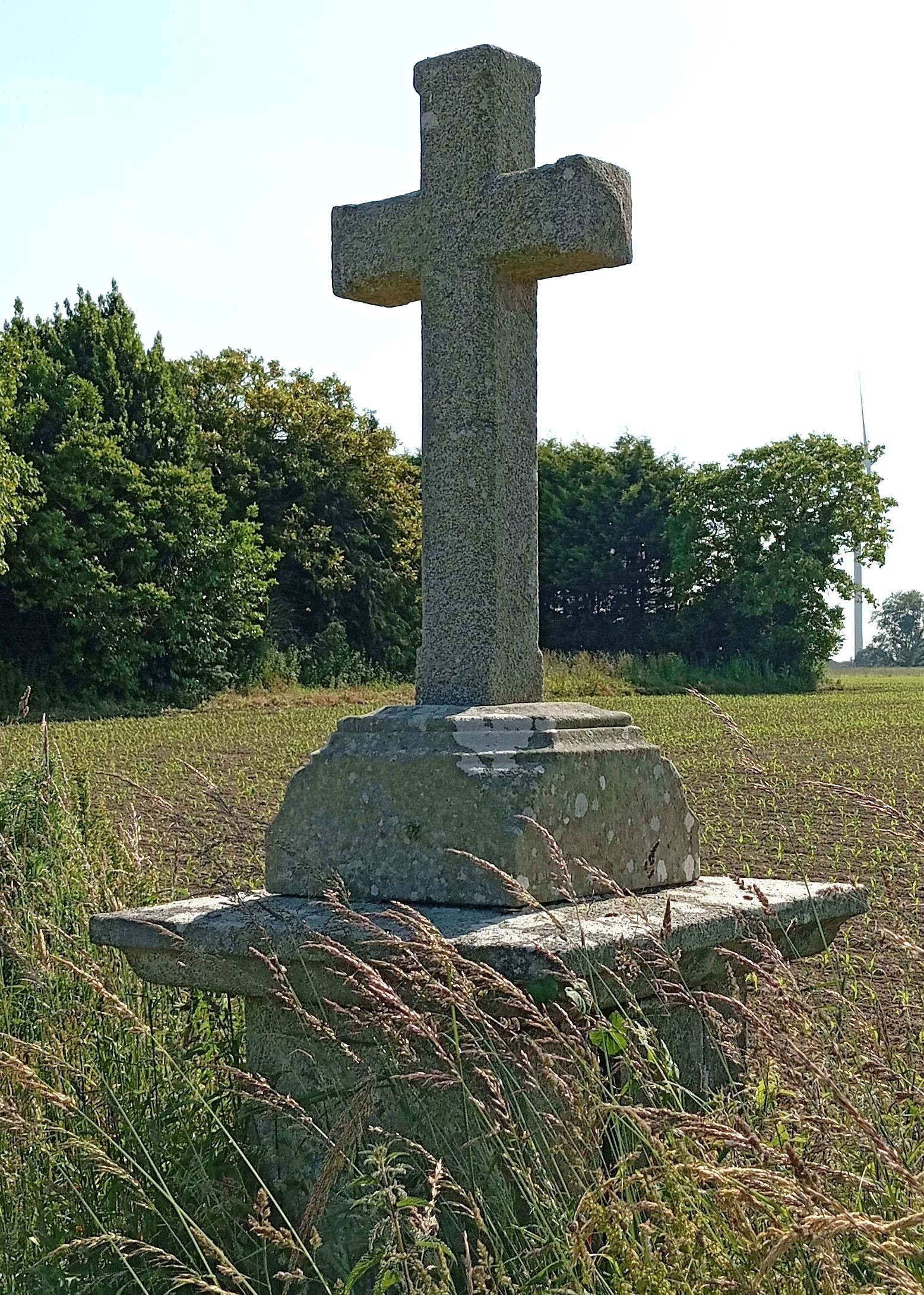
La Croix Dompierre.

- Le château de la Ferrière : le château actuel date de la seconde moitié du XIXe siècle, mais le château antérieur et les communs ont été conservés[35]. Vendu au début du XXe siècle à l'Association des Maisons familiales de Vannes, il a été transformé au début du XXIe siècle en château-hôtel par son nouveau propriétaire.

## Personnalités liées à la commune
- Henri Le Breton, homme politique français.